# Hedschasbahn
| |                                  |                                         |                                         |
| Streckenlänge: | 1320 km                          |                                         |                                         |
| Spurweite: | 1050 mm                          |                                         |                                         |
| Maximale Neigung: | 1,8 ‰                            |                                         |                                         |
| Minimaler Radius: | 100 m                            |                                         |                                         |
| |                                  |                                         |                                         |
| Staaten: | Syrien, Jordanien, Saudi-Arabien |                                         |                                         |
| \| \| \| Libanonbahn von Beirut \| \| \| \| -6,0 \| Damaskus-Kanawat Verlängerung von 1906 \| Damaskus-Kanawat Verlängerung von 1906 \| \| \| 0,0 \| Damaskus-Cadem Betriebswerk \| Damaskus-Cadem Betriebswerk \| \| \| \| Damaskus-Kadem–Aleppo (Normalspur) \| \| \| \| \| nach Qatara \| \| \| \| 20,8 \| Kiswe \| Kiswe \| \| \| 30,5 \| Dayr Ali \| Dayr Ali \| \| \| 49,7 \| Mismije \| Mismije \| \| \| 62,6 \| Ghabaghib \| Ghabaghib \| \| \| 69,1 \| Chabab \| Chabab \| \| \| 77,8 \| Mahadsha \| Mahadsha \| \| \| 84,6 \| Schaqrah \| Schaqrah \| \| \| 91,2 \| Izraʿ ehem. 600-mm-Bahn nach as-Sawayda \| Izraʿ ehem. 600-mm-Bahn nach as-Sawayda \| \| \| 106,1 \| Chirbet al-Ghasaleh \| Chirbet al-Ghasaleh \| \| \| \| Bahnstrecke Haifa–Darʿā \| \| \| \| 123,0 \| Darʿā \| Darʿā \| \| \| \| Ghares \| \| \| \| 128,6 \| Zweigstrecke nach Bosra (s. u.) \| Zweigstrecke nach Bosra (s. u.) \| \| \| 135,7 \| Nassib \| Nassib \| \| \| \| Autobahn Amman–Damaskus \| \| \| \| \| Staatsgrenze Syrien / Jordanien \| \| \| \| 140,1 \| Dschabir \| Dschabir \| \| \| 161,7 \| Mafraq \| Mafraq \| \| \| 185,3 \| Chirbet as Samra \| Chirbet as Samra \| \| \| \| \| \| \| \| \| Autobahn Amman–Damaskus \| \| \| \| 194,0 \| Salis \| Salis \| \| \| \| IPC-Raffinerie \| \| \| \| 202,7 \| Az-Zarqa \| Az-Zarqa \| \| \| \| Rossaifa \| \| \| \| \| Straße \| \| \| \| \| Rossaifa \| \| \| \| \| \| \| \| \| 222,4 \| Amman Eisenbahnmuseum \| Amman Eisenbahnmuseum \| \| \| \| Jesin-Viadukt \| \| \| \| \| \| \| \| \| 234,0 \| Qasr \| Qasr \| \| \| \| Galerie \| \| \| \| \| Ringstraße Amman \| \| \| \| 248,8 \| Lubin \| Lubin \| \| \| \| Straße Amman–Flughafen Amman \| \| \| \| 259,7 \| Dshisa \| Dshisa \| \| \| 278,7 \| Dabaʿa \| Dabaʿa \| \| \| 295,2 \| Chan us Zibib \| Chan us Zibib \| \| \| 309,3 \| Suaka \| Suaka \| \| \| 326,2 \| Qatrana Gleisdreieck \| Qatrana Gleisdreieck \| \| \| 348,4 \| Menzil Kreuzung \| Menzil Kreuzung \| \| \| \| Phosphatgrube Abiad \| \| \| \| \| M 45 \| \| \| \| 367,1 \| Faraifa \| Faraifa \| \| \| \| Phosphatgrube Wadi el Hassa \| \| \| \| 377,8 \| Al Hassa \| Al Hassa \| \| \| \| M 45 \| \| \| \| \| \| \| \| \| 397,4 \| Dschiruf ed Derwish \| Dschiruf ed Derwish \| \| \| \| M 45 \| \| \| \| 422,7 \| Anese \| Anese \| \| \| \| nach Hischech \| \| \| \| 440,5 \| Wadu Dshardum Kreuzung \| Wadu Dshardum Kreuzung \| \| \| 458,8 \| Maʿan \| Maʿan \| \| \| \| nach Naqb Aschtar (Aqaba nie erreicht) \| \| \| \| 475,0 \| Gadir al Hadsh \| Gadir al Hadsh \| \| \| 487,0 \| Shedija Kreuzung \| Shedija Kreuzung \| \| \| 491,0 \| Abu Tarafa \| Abu Tarafa \| \| \| 500,0 \| Esch-Schifia \| Esch-Schifia \| \| \| 508,0 \| Fassuʿa \| Fassuʿa \| \| \| 514,2 \| Aqaba al Hedschasije (Hattyia) \| Aqaba al Hedschasije (Hattyia) \| \| \| 519,7 \| Batn al Ghul بطن الغول \| Batn al Ghul بطن الغول \| \| \| 522,5 \| nach Aqaba \| nach Aqaba \| \| \| 530,0 \| Wadi Rassim \| Wadi Rassim \| \| \| 545,0 \| Tel el Sham \| Tel el Sham \| \| \| 572,0 \| Mudawwara \| Mudawwara \| \| \| \| Staatsgrenze Jordanien / Saudi-Arabien \| \| \| \| 583,0 \| Kreuzung \| Kreuzung \| \| \| 591,0 \| Qalaʿat Amara \| Qalaʿat Amara \| \| \| 598,0 \| Kreuzung \| Kreuzung \| \| \| 610,0 \| Sat ul Hadsch \| Sat ul Hadsch \| \| \| 622,0 \| Kreuzung \| Kreuzung \| \| \| 635,0 \| Bir Hermas \| Bir Hermas \| \| \| 654,0 \| El Hazim \| El Hazim \| \| \| 667,0 \| Makhtab \| Makhtab \| \| \| 681,0 \| Kreuzung \| Kreuzung \| \| \| 692,0 \| Tabuk \| Tabuk \| \| \| 706,0 \| Kreuzung \| Kreuzung \| \| \| 710,0 \| Wadi Atil \| Wadi Atil \| \| \| 716,0 \| Kreuzung \| Kreuzung \| \| \| 737,0 \| Sahr ul Ghul \| Sahr ul Ghul \| \| \| 743,0 \| Dar ul Hadsh \| Dar ul Hadsh \| \| \| 753,0 \| Mustabka \| Mustabka \| \| \| 757,0 \| Al Achdar \| Al Achdar \| \| \| 773,0 \| Chamis \| Chamis \| \| \| 794,4 \| Dissaid \| Dissaid \| \| \| 830,0 \| Al Muʿadhem / Muʿassam \| Al Muʿadhem / Muʿassam \| \| \| 844,0 \| Kreuzung \| Kreuzung \| \| \| 855,0 \| Khism Sanaʿa / Hachim Sana \| Khism Sanaʿa / Hachim Sana \| \| \| 871,0 \| Kreuzung \| Kreuzung \| \| \| 883,0 \| Al Muteli \| Al Muteli \| \| \| 885,0 \| Dar al Hamra \| Dar al Hamra \| \| \| 904,0 \| Mutali \| Mutali \| \| \| 912,0 \| Abu Taka \| Abu Taka \| \| \| 924,0 \| Kreuzung \| Kreuzung \| \| \| 938,0 \| Al Muzhim \| Al Muzhim \| \| \| 946,0 \| Mabrakat al Naka \| Mabrakat al Naka \| \| \| 958,0 \| Medaʾin Saleh Bw, Eisenbahnmuseum \| Medaʾin Saleh Bw, Eisenbahnmuseum \| \| \| 973,0 \| Kreuzung \| Kreuzung \| \| \| 983,0 \| al-ʿUla \| al-ʿUla \| \| \| 994,0 \| Kreuzung \| Kreuzung \| \| \| 1003,0 \| Bedai Kreuzung \| Bedai Kreuzung \| \| \| 1013,0 \| Mesched Kreuzung \| Mesched Kreuzung \| \| \| 1025,0 \| Kreuzung \| Kreuzung \| \| \| 1029,0 \| Sahil Matara Kreuzung \| Sahil Matara Kreuzung \| \| \| 1048,0 \| Zumrud / Sumruk \| Zumrud / Sumruk \| \| \| 1060,0 \| Kreuzung \| Kreuzung \| \| \| 1079,0 \| Bir Jehid \| Bir Jehid \| \| \| 1099,0 \| Tuwaira Kreuzung \| Tuwaira Kreuzung \| \| \| 1115,0 \| Waiban Kreuzung \| Waiban Kreuzung \| \| \| 1126,0 \| Muderitsh Kreuzung \| Muderitsh Kreuzung \| \| \| 1144,0 \| Hedia \| Hedia \| \| \| 1166,3 \| Dsheda \| Dsheda \| \| \| 1176,0 \| Abu al Naʿam \| Abu al Naʿam \| \| \| 1194,5 \| Stabl Antar \| Stabl Antar \| \| \| 1215,0 \| Al Buwayr Kreuzung \| Al Buwayr Kreuzung \| \| \| 1228,0 \| Kreuzung \| Kreuzung \| \| \| 1245,0 \| Bir Nassif \| Bir Nassif \| \| \| 1273,0 \| Hafire Kreuzung \| Hafire Kreuzung \| \| \| 1290,5 \| Bir Abu Jabir / Muhid \| Bir Abu Jabir / Muhid \| \| \| 1303,0 \| Buwata Kreuzung \| Buwata Kreuzung \| \| \| 1309,0 \| Hafirah \| Hafirah \| \| \| 1315,5 \| Bir Osman \| Bir Osman \| \| \| 1320,5 \| Medina \| Medina \| \| \| 1322,0 \| Medina-Zitadelle \| Medina-Zitadelle \| \| \| \| \| \| \| Quellen: [1] \| \| \| \| |                                  |                                         |                                         |
| Strecke (außer Betrieb) |                                  | Libanonbahn von Beirut                  | Libanonbahn von Beirut                  |
| Spitzkehrbahnhof links (Strecke außer Betrieb) | -6,0                             | Damaskus-Kanawat Verlängerung von 1906  | Damaskus-Kanawat Verlängerung von 1906  |
| Kopfbahnhof Strecke bis hier außer Betrieb | 0,0                              | Damaskus-Cadem Betriebswerk             | Damaskus-Cadem Betriebswerk             |
| Kreuzung |                                  | Damaskus-Kadem–Aleppo (Normalspur)      | Damaskus-Kadem–Aleppo (Normalspur)      |
| Abzweig geradeaus und nach rechts |                                  | nach Qatara                             | nach Qatara                             |
| Bahnhof | 20,8                             | Kiswe                                   | Kiswe                                   |
| Bahnhof | 30,5                             | Dayr Ali                                | Dayr Ali                                |
| Bahnhof | 49,7                             | Mismije                                 | Mismije                                 |
| Bahnhof | 62,6                             | Ghabaghib                               | Ghabaghib                               |
| Bahnhof | 69,1                             | Chabab                                  | Chabab                                  |
| Bahnhof | 77,8                             | Mahadsha                                | Mahadsha                                |
| Bahnhof | 84,6                             | Schaqrah                                | Schaqrah                                |
| Bahnhof | 91,2                             | Izraʿ ehem. 600-mm-Bahn nach as-Sawayda | Izraʿ ehem. 600-mm-Bahn nach as-Sawayda |
| Bahnhof | 106,1                            | Chirbet al-Ghasaleh                     | Chirbet al-Ghasaleh                     |
| Abzweig geradeaus, nach rechts und von rechts |                                  | Bahnstrecke Haifa–Darʿā                 | Bahnstrecke Haifa–Darʿā                 |
| Bahnhof | 123,0                            | Darʿā                                   | Darʿā                                   |
| Bahnhof |                                  | Ghares                                  | Ghares                                  |
| Abzweig geradeaus und nach links | 128,6                            | Zweigstrecke nach Bosra (s. u.)         | Zweigstrecke nach Bosra (s. u.)         |
| ehemaliger Bahnhof | 135,7                            | Nassib                                  | Nassib                                  |
| Strecke mit Straßenbrücke |                                  | Autobahn Amman–Damaskus                 | Autobahn Amman–Damaskus                 |
| Grenze |                                  | Staatsgrenze Syrien / Jordanien         | Staatsgrenze Syrien / Jordanien         |
| ehemaliger Bahnhof | 140,1                            | Dschabir                                | Dschabir                                |
| Bahnhof | 161,7                            | Mafraq                                  | Mafraq                                  |
| Bahnhof | 185,3                            | Chirbet as Samra                        | Chirbet as Samra                        |
| Brücke über Wasserlauf |                                  |                                         |                                         |
| Strecke mit Straßenbrücke |                                  | Autobahn Amman–Damaskus                 | Autobahn Amman–Damaskus                 |
| Bahnhof | 194,0                            | Salis                                   | Salis                                   |
| Abzweig geradeaus und ehemals von rechts |                                  | IPC-Raffinerie                          | IPC-Raffinerie                          |
| Bahnhof | 202,7                            | Az-Zarqa                                | Az-Zarqa                                |
| Brücke über Wasserlauf |                                  | Rossaifa                                | Rossaifa                                |
| Brücke |                                  | Straße                                  | Straße                                  |
| Brücke über Wasserlauf |                                  | Rossaifa                                | Rossaifa                                |
| Strecke mit Straßenbrücke |                                  |                                         |                                         |
| Bahnhof | 222,4                            | Amman Eisenbahnmuseum                   | Amman Eisenbahnmuseum                   |
| Brücke |                                  | Jesin-Viadukt                           | Jesin-Viadukt                           |
| Tunnel |                                  |                                         |                                         |
| Bahnhof | 234,0                            | Qasr                                    | Qasr                                    |
| Tunnel |                                  | Galerie                                 | Galerie                                 |
| Bahnübergang |                                  | Ringstraße Amman                        | Ringstraße Amman                        |
| Bahnhof | 248,8                            | Lubin                                   | Lubin                                   |
| Strecke mit Straßenbrücke |                                  | Straße Amman–Flughafen Amman            | Straße Amman–Flughafen Amman            |
| Bahnhof | 259,7                            | Dshisa                                  | Dshisa                                  |
| Bahnhof | 278,7                            | Dabaʿa                                  | Dabaʿa                                  |
| Bahnhof | 295,2                            | Chan us Zibib                           | Chan us Zibib                           |
| Bahnhof | 309,3                            | Suaka                                   | Suaka                                   |
| Bahnhof | 326,2                            | Qatrana Gleisdreieck                    | Qatrana Gleisdreieck                    |
| ehemaliger Dienststation / Betriebs- oder Güterbahnhof | 348,4                            | Menzil Kreuzung                         | Menzil Kreuzung                         |
| Abzweig geradeaus und von links |                                  | Phosphatgrube Abiad                     | Phosphatgrube Abiad                     |
| Strecke mit Straßenbrücke |                                  | M 45                                    | M 45                                    |
| Bahnhof | 367,1                            | Faraifa                                 | Faraifa                                 |
| Abzweig geradeaus und von links |                                  | Phosphatgrube Wadi el Hassa             | Phosphatgrube Wadi el Hassa             |
| Bahnhof | 377,8                            | Al Hassa                                | Al Hassa                                |
| Strecke mit Straßenbrücke |                                  | M 45                                    | M 45                                    |
| Brücke |                                  |                                         |                                         |
| Bahnhof | 397,4                            | Dschiruf ed Derwish                     | Dschiruf ed Derwish                     |
| Strecke mit Straßenbrücke |                                  | M 45                                    | M 45                                    |
| Bahnhof | 422,7                            | Anese                                   | Anese                                   |
| Abzweig geradeaus und ehemals nach rechts |                                  | nach Hischech                           | nach Hischech                           |
| Dienststation / Betriebs- oder Güterbahnhof | 440,5                            | Wadu Dshardum Kreuzung                  | Wadu Dshardum Kreuzung                  |
| Bahnhof | 458,8                            | Maʿan                                   | Maʿan                                   |
| Abzweig geradeaus und ehemals nach rechts |                                  | nach Naqb Aschtar (Aqaba nie erreicht)  | nach Naqb Aschtar (Aqaba nie erreicht)  |
| Bahnhof | 475,0                            | Gadir al Hadsh                          | Gadir al Hadsh                          |
| Dienststation / Betriebs- oder Güterbahnhof | 487,0                            | Shedija Kreuzung                        | Shedija Kreuzung                        |
| Bahnhof | 491,0                            | Abu Tarafa                              | Abu Tarafa                              |
| Bahnhof | 500,0                            | Esch-Schifia                            | Esch-Schifia                            |
| Bahnhof | 508,0                            | Fassuʿa                                 | Fassuʿa                                 |
| Bahnhof | 514,2                            | Aqaba al Hedschasije (Hattyia)          | Aqaba al Hedschasije (Hattyia)          |
| Bahnhof | 519,7                            | Batn al Ghul بطن الغول                  | Batn al Ghul بطن الغول                  |
| Abzweig ehemals geradeaus und nach rechts | 522,5                            | nach Aqaba                              | nach Aqaba                              |
| Bahnhof (Strecke außer Betrieb) | 530,0                            | Wadi Rassim                             | Wadi Rassim                             |
| Bahnhof (Strecke außer Betrieb) | 545,0                            | Tel el Sham                             | Tel el Sham                             |
| Bahnhof (Strecke außer Betrieb) | 572,0                            | Mudawwara                               | Mudawwara                               |
| Grenze (Strecke außer Betrieb) |                                  | Staatsgrenze Jordanien / Saudi-Arabien  | Staatsgrenze Jordanien / Saudi-Arabien  |
| Dienststation / Betriebs- oder Güterbahnhof (Strecke außer Betrieb) | 583,0                            | Kreuzung                                | Kreuzung                                |
| Bahnhof (Strecke außer Betrieb) | 591,0                            | Qalaʿat Amara                           | Qalaʿat Amara                           |
| Dienststation / Betriebs- oder Güterbahnhof (Strecke außer Betrieb) | 598,0                            | Kreuzung                                | Kreuzung                                |
| Bahnhof (Strecke außer Betrieb) | 610,0                            | Sat ul Hadsch                           | Sat ul Hadsch                           |
| Dienststation / Betriebs- oder Güterbahnhof (Strecke außer Betrieb) | 622,0                            | Kreuzung                                | Kreuzung                                |
| Bahnhof (Strecke außer Betrieb) | 635,0                            | Bir Hermas                              | Bir Hermas                              |
| Bahnhof (Strecke außer Betrieb) | 654,0                            | El Hazim                                | El Hazim                                |
| Bahnhof (Strecke außer Betrieb) | 667,0                            | Makhtab                                 | Makhtab                                 |
| Dienststation / Betriebs- oder Güterbahnhof (Strecke außer Betrieb) | 681,0                            | Kreuzung                                | Kreuzung                                |
| Bahnhof (Strecke außer Betrieb) | 692,0                            | Tabuk                                   | Tabuk                                   |
| Dienststation / Betriebs- oder Güterbahnhof (Strecke außer Betrieb) | 706,0                            | Kreuzung                                | Kreuzung                                |
| Bahnhof (Strecke außer Betrieb) | 710,0                            | Wadi Atil                               | Wadi Atil                               |
| Dienststation / Betriebs- oder Güterbahnhof (Strecke außer Betrieb) | 716,0                            | Kreuzung                                | Kreuzung                                |
| Bahnhof (Strecke außer Betrieb) | 737,0                            | Sahr ul Ghul                            | Sahr ul Ghul                            |
| Bahnhof (Strecke außer Betrieb) | 743,0                            | Dar ul Hadsh                            | Dar ul Hadsh                            |
| Bahnhof (Strecke außer Betrieb) | 753,0                            | Mustabka                                | Mustabka                                |
| Bahnhof (Strecke außer Betrieb) | 757,0                            | Al Achdar                               | Al Achdar                               |
| Bahnhof (Strecke außer Betrieb) | 773,0                            | Chamis                                  | Chamis                                  |
| Bahnhof (Strecke außer Betrieb) | 794,4                            | Dissaid                                 | Dissaid                                 |
| Bahnhof (Strecke außer Betrieb) | 830,0                            | Al Muʿadhem / Muʿassam                  | Al Muʿadhem / Muʿassam                  |
| Dienststation / Betriebs- oder Güterbahnhof (Strecke außer Betrieb) | 844,0                            | Kreuzung                                | Kreuzung                                |
| Bahnhof (Strecke außer Betrieb) | 855,0                            | Khism Sanaʿa / Hachim Sana              | Khism Sanaʿa / Hachim Sana              |
| Dienststation / Betriebs- oder Güterbahnhof (Strecke außer Betrieb) | 871,0                            | Kreuzung                                | Kreuzung                                |
| Bahnhof (Strecke außer Betrieb) | 883,0                            | Al Muteli                               | Al Muteli                               |
| Bahnhof (Strecke außer Betrieb) | 885,0                            | Dar al Hamra                            | Dar al Hamra                            |
| Bahnhof (Strecke außer Betrieb) | 904,0                            | Mutali                                  | Mutali                                  |
| Bahnhof (Strecke außer Betrieb) | 912,0                            | Abu Taka                                | Abu Taka                                |
| Dienststation / Betriebs- oder Güterbahnhof (Strecke außer Betrieb) | 924,0                            | Kreuzung                                | Kreuzung                                |
| Bahnhof (Strecke außer Betrieb) | 938,0                            | Al Muzhim                               | Al Muzhim                               |
| Bahnhof (Strecke außer Betrieb) | 946,0                            | Mabrakat al Naka                        | Mabrakat al Naka                        |
| Bahnhof (Strecke außer Betrieb) | 958,0                            | Medaʾin Saleh Bw, Eisenbahnmuseum       | Medaʾin Saleh Bw, Eisenbahnmuseum       |
| Dienststation / Betriebs- oder Güterbahnhof (Strecke außer Betrieb) | 973,0                            | Kreuzung                                | Kreuzung                                |
| Bahnhof (Strecke außer Betrieb) | 983,0                            | al-ʿUla                                 | al-ʿUla                                 |
| Dienststation / Betriebs- oder Güterbahnhof (Strecke außer Betrieb) | 994,0                            | Kreuzung                                | Kreuzung                                |
| Dienststation / Betriebs- oder Güterbahnhof (Strecke außer Betrieb) | 1003,0                           | Bedai Kreuzung                          | Bedai Kreuzung                          |
| Dienststation / Betriebs- oder Güterbahnhof (Strecke außer Betrieb) | 1013,0                           | Mesched Kreuzung                        | Mesched Kreuzung                        |
| Dienststation / Betriebs- oder Güterbahnhof (Strecke außer Betrieb) | 1025,0                           | Kreuzung                                | Kreuzung                                |
| Dienststation / Betriebs- oder Güterbahnhof (Strecke außer Betrieb) | 1029,0                           | Sahil Matara Kreuzung                   | Sahil Matara Kreuzung                   |
| Bahnhof (Strecke außer Betrieb) | 1048,0                           | Zumrud / Sumruk                         | Zumrud / Sumruk                         |
| Dienststation / Betriebs- oder Güterbahnhof (Strecke außer Betrieb) | 1060,0                           | Kreuzung                                | Kreuzung                                |
| Bahnhof (Strecke außer Betrieb) | 1079,0                           | Bir Jehid                               | Bir Jehid                               |
| Dienststation / Betriebs- oder Güterbahnhof (Strecke außer Betrieb) | 1099,0                           | Tuwaira Kreuzung                        | Tuwaira Kreuzung                        |
| Dienststation / Betriebs- oder Güterbahnhof (Strecke außer Betrieb) | 1115,0                           | Waiban Kreuzung                         | Waiban Kreuzung                         |
| Dienststation / Betriebs- oder Güterbahnhof (Strecke außer Betrieb) | 1126,0                           | Muderitsh Kreuzung                      | Muderitsh Kreuzung                      |
| Bahnhof (Strecke außer Betrieb) | 1144,0                           | Hedia                                   | Hedia                                   |
| Bahnhof (Strecke außer Betrieb) | 1166,3                           | Dsheda                                  | Dsheda                                  |
| Bahnhof (Strecke außer Betrieb) | 1176,0                           | Abu al Naʿam                            | Abu al Naʿam                            |
| Bahnhof (Strecke außer Betrieb) | 1194,5                           | Stabl Antar                             | Stabl Antar                             |
| Dienststation / Betriebs- oder Güterbahnhof (Strecke außer Betrieb) | 1215,0                           | Al Buwayr Kreuzung                      | Al Buwayr Kreuzung                      |
| Dienststation / Betriebs- oder Güterbahnhof (Strecke außer Betrieb) | 1228,0                           | Kreuzung                                | Kreuzung                                |
| Bahnhof (Strecke außer Betrieb) | 1245,0                           | Bir Nassif                              | Bir Nassif                              |
| Dienststation / Betriebs- oder Güterbahnhof (Strecke außer Betrieb) | 1273,0                           | Hafire Kreuzung                         | Hafire Kreuzung                         |
| Bahnhof (Strecke außer Betrieb) | 1290,5                           | Bir Abu Jabir / Muhid                   | Bir Abu Jabir / Muhid                   |
| Dienststation / Betriebs- oder Güterbahnhof (Strecke außer Betrieb) | 1303,0                           | Buwata Kreuzung                         | Buwata Kreuzung                         |
| Bahnhof (Strecke außer Betrieb) | 1309,0                           | Hafirah                                 | Hafirah                                 |
| Bahnhof (Strecke außer Betrieb) | 1315,5                           | Bir Osman                               | Bir Osman                               |
| Bahnhof (Strecke außer Betrieb) | 1320,5                           | Medina                                  | Medina                                  |
| Kopfbahnhof Streckenende (Strecke außer Betrieb) | 1322,0                           | Medina-Zitadelle                        | Medina-Zitadelle                        |
| |                                  |                                         |                                         |
| Quellen: |                                  |                                         |                                         |

Die Hedschasbahn (arabisch سكة حديد الحجاز, DMG Sikkat ḥadīd al-Ḥiǧāz; französisch Chemin de fer du Hedjaz (CFH); englisch Hedjaz Railway (HR)) ist ein Eisenbahnunternehmen im Nahen Osten. Seine 1322 km lange Hauptstrecke verlief von Damaskus in Syrien nach Medina im heutigen Saudi-Arabien. Sie wurde durch weitere Strecken zu einem Streckennetz von 1585 km Länge ergänzt. Heute sind davon nur noch der nördliche Abschnitt der Hauptstrecke sowie einige Nebenstrecken in Syrien und Jordanien betriebsfähig, wobei planmäßig nur noch wenige Züge verkehren.

## Geschichte
Die Hedschasbahn, auch Mekkabahn, Heilige Bahn, Hidjazbahn oder Hidschazbahn genannt, war eine technische Pionierleistung des ausgehenden Osmanischen Reiches. Zusammen mit der Bagdadbahn verband sie den Hedschas, die Gebirgsregion entlang des Rotes Meeres, mit Istanbul, dem Regierungssitz des Reiches.
Die Strecke der Hedschasbahn führte von Damaskus nach Süden durch das heutige Jordanien über Amman und Maʿan bis ins heutige Saudi-Arabien, wo sie über Tabuk und Medina zum geplanten Endbahnhof in der heiligen Stadt Mekka verlief. Die Hedschasbahn sollte einerseits die Pilgerfahrt nach Mekka erleichtern, anderseits Gebiete, die heute in Jemen und Saudi-Arabien liegen, besser an den Regierungssitz anschließen.
Der osmanische Einfluss auf der Arabischen Halbinsel war von verschiedenen Seiten bedroht. 1898 erhob sich der jemenitische Imam, Yahya (reg. 1869–1948), gegen den osmanischen Sultan und stellte dessen Autorität als Kalif in Frage. Aufgrund der großen geographischen Entfernung war Sultan Abdülhamid II. nicht in der Lage, sich im abgelegenen Südwesten der Arabischen Halbinsel erfolgreich durchzusetzen. Zeitgleich kam es im Osten der Arabischen Halbinsel zu gefährlichen Aufständen wahhabitischer Stämme, die den Kalifen als geistliches Oberhaupt ebenfalls strikt ablehnten.
Der Bau der Hedschasbahn begann 1900 unter Sultan Abdülhamid II. In ihrem nördlichen, heute in Syrien und Jordanien gelegenen Teil wurde sie von lokalen Bauunternehmen errichtet, während im südlichen Teil bis zu 7000 Soldaten der osmanischen Streitkräfte bauten. Die Hauptstrecke wies 1.532 Brücken, zwei Tunnel und 96 Betriebsstellen auf. Sie wurde nach nur acht Jahren Bauzeit 1908 eröffnet.
Im Ersten Weltkrieg wurde die Hedschasbahn Ziel von Guerillakriegen, insbesondere durch Truppen unter der Führung von T. E. Lawrence, bekannt als Lawrence von Arabien. Nach dem Krieg wurde die zerstörte Bahn aufgrund von politischen Unruhen und der Fragmentierung der Region weiter geschwächt. Heute sind nur noch Teilabschnitte befahrbar, vor allem in Syrien und Jordanien.

## Rechtsform
Die Hedschasbahn war zunächst eine staatliche Einrichtung. 1914 wurde sie dem osmanischen Ministerium für religiöse Stiftungen unterstellt. Es wird davon ausgegangen, dass sie seitdem die Rechtsform eines Waqf, einer unauflöslichen, dem Gemeinwohl verpflichteten, religiösen Stiftung habe. Als Stiftung sollte sie gegenüber vor allem ausländischen Ansprüchen unveräußerlich werden; dass ein Teil der Kosten des Baus durch Spenden, vor allem von Muslimen Britisch-Indiens, finanziert war, spielte nur eine nachgeordnete Rolle. Dabei war in späterer Zeit umstritten, welche Teile des Systems zum Waqf gehörten und welche nicht.:173 Für die heute noch bestehenden Abschnitte wird wohl inzwischen einheitlich von der Rechtsform des Waqf ausgegangen. Rechtlich hat die Hedschasbahn so immer überlebt, wenn sie auch seit der Zeit ihrer mit 1585 km maximalen Ausdehnung zu Beginn des Ersten Weltkriegs den größten Teil ihres Streckennetzes eingebüßt hat.

## Verwaltung
Die Direktion der Hedschasbahn befand sich ursprünglich in Haifa. Unter Umgehung von Bahnstrecken ausländischer Eigentümer (wie Libanonbahn und Hauranbahn) landete im Hafen von Haifa ein Gros der benötigten Schienen und Fahrzeuge aus europäischer Produktion an und gelangten über die zunächst erbaute Bahnstrecke Haifa–Darʿā zur eigentlichen Hedschasbahn. Nach dem Untergang des Osmanischen Reiches wurde sie ab 1920 für den jeweiligen Netzteil in den Nachfolgeterritorien unterschiedlichen Verwaltungen unterstellt.
Das Personal wurde vor allem aus den umliegenden Stammesgebieten rekrutiert, auch um die Stämme, denen die neue Bahn teilweise ihre bisherigen Einnahmen aus Schutzgeldern und Transportleistungen nahm, einzubinden und ruhigzustellen. Das gelang nur in eingeschränktem Maße.
1911 richtete die Bahn – vermutlich als erste Organisation im Osmanischen Reich – einen Pensionsfonds ein. Auch sonst bot sie nach damaligem Standard in erheblichem Umfang Sozialleistungen, etwa Dienstwohnungen.

## Stammstrecke Damaskus–Medina
Die Strecke verläuft von Damaskus über Darʿa und Amman in Jordanien nach Medina. Eine Nebenlinie zweigte von Darʿa in Syrien nach Haifa im heutigen Israel ab und wurde während des Ersten Weltkriegs bis zur Sinai-Halbinsel weitergebaut. Weitere Zweigstrecken folgten später.

### Planung
Für das Osmanische Reich war die Bahn politisch bedeutsam. Alle anderen Bahnlinien des Reichs waren als Konzessionsstrecken ausländischer Firmen entstanden, die sie auch betrieben und dem Land selbst wenig Nutzen brachten. Gründe für die Konzessionsvergaben waren die wirtschaftliche Schwäche des Reichs und der Mangel an eigenem Fachpersonal. Kalif-Sultan Abdülhamid II. wollte nun mit dem Projekt der Hedschasbahn den Beweis antreten, dass das Osmanische Reich in der Lage war, ein solch umfangreiches Projekt in Eigenregie zu verwirklichen.
Der Zielpunkt Mekka sollte zudem die Rolle des Kalifen als Führer aller Muslime weltweit unterstreichen. Damit würde man auch religiös motivierte Spenden für den Bahnbau in der gesamten islamischen Welt akquirieren können.
Strategisch würde die Bahn die arabischen Grenzgebiete besser erschließen und die Kontrolle über sie verbessern, was sich vor allem gegen die britische Präsenz an Suezkanal und Rotem Meer richtete. Die geplante Zweigstrecke nach Aqaba scheiterte allerdings am Veto Großbritanniens, das sogar in einer militärischen Drohgeste im Mai 1906 seine Mittelmeerflotte vor den Dardanellen und vor Istanbul auffahren ließ, denn die Stichbahn nach Aqaba hätte die Umgehung des Suezkanals ermöglicht. Seit 1975 verband die Aqababahn die Hafenstadt mit der Hedschasbahn.

### Finanzierung
Die Kosten beliefen sich auf 4 Mio. Goldpfund (Lira). Das entsprach 15 % des Budgets des Osmanischen Reiches für das Jahr 1909.
Die Stammstrecke sollte Mekka erreichen, wurde aber nur bis Medina verwirklicht. Da sie so die Fahrt der Pilger nach Mekka (Haddsch) sehr erleichtern würde, spendeten für ihren Bau Muslime aus aller Welt ca. 28 % der Baukosten; der Hauptanteil von ca. 72 % wurde jedoch vom Osmanischen Reich bestritten.

### Bau
Zuständig für Bau und Betrieb der Hedschasbahn war seit 1901 Marschall Kâzım Alpan Pascha (1855–1936), der ein eigens dazu geschaffenes osmanisches Ministerium leitete. Die Leitung des Projekts oblag Heinrich August Meißner Pascha (1862–1940), einem sächsischen Ingenieur, der seit 1887 für Eisenbahnen im Osmanischen Reich tätig gewesen war. Für ihn sprach, dass Deutsches Kaiserreich und Osmanisches Reich in dieser Zeit enger zusammenrückten; Kandidaten für den Posten des Chefingenieurs, die Untertanen anderer Großmächte waren, gegen deren Interessen im arabischen Raum sich das Projekt richtete, schieden ohnehin aus. Meißner engagierte auch weitere deutsche Ingenieure für den Bau und Betrieb der Bahn, so war beispielsweise der spätere Direktor bei der Reichsbahn, Paul Levy, von 1905 bis 1909 für die Konstruktion, Beschaffung und Reparatur des Rollmaterials sowie der dafür erforderlichen Bahnbetriebswerke und die Errichtung der Werkstätte in Damaskus zuständig.

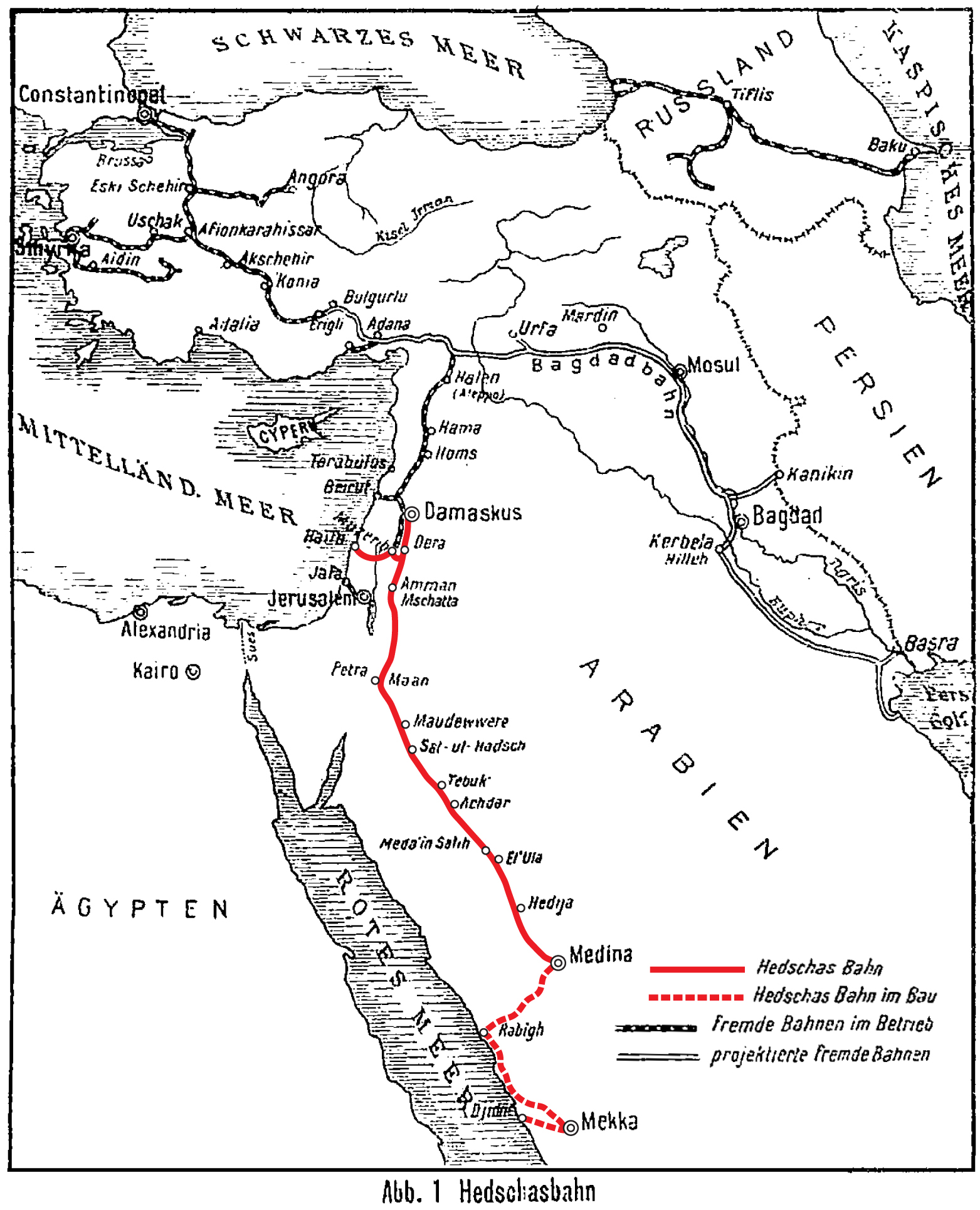
Fertiggestellte sowie in Bau befindliche Strecke 1909/10

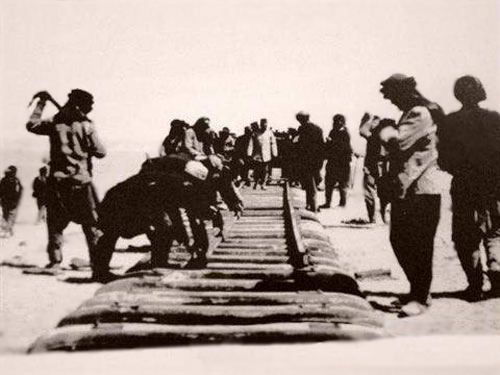
Arbeiter beim Bau der Hedschasbahn

Die Bahn wurde in der seltenen Spurweite von 1.050 mm angelegt. Die wahrscheinlichste Erklärung dafür ist, dass man sich nach der Spurweite der schon bestehenden Strecke der Société Ottomane du Chemin de fer de Damas-Hamah et prolongements (DHP) zwischen Beirut und Damaskus richtete. Weshalb dort diese Spurweite gewählt wurde, blieb letztendlich ungeklärt. Rollmaterial für den Neubau der Hedschasbahn konnte auf dieser Linie unschwer nach Damaskus gefahren werden, ein wegen des Fehlens von Straßen nicht zu unterschätzender logistischer Vorteil.
Der Bau der Hedschasbahn begann im Jahr 1900 ab Muzairib, dem südlichen Endbahnhof der Hauranbahn, und der Abschnitt bis Amman ging am 1. September 1902 in Betrieb. Der osmanische Staat verhandelte mit der D.H.P. über den Erwerb der Hauranbahn, um deren Strecke Muzairib-Damaskus in die projektierte Hedschasbahn einzubeziehen. Da nach Ansicht der Hohen Pforte die D.H.P. einen zu hohen Preis forderte, unterblieb der Ankauf und damit Anschluss in Muzairib schließlich.

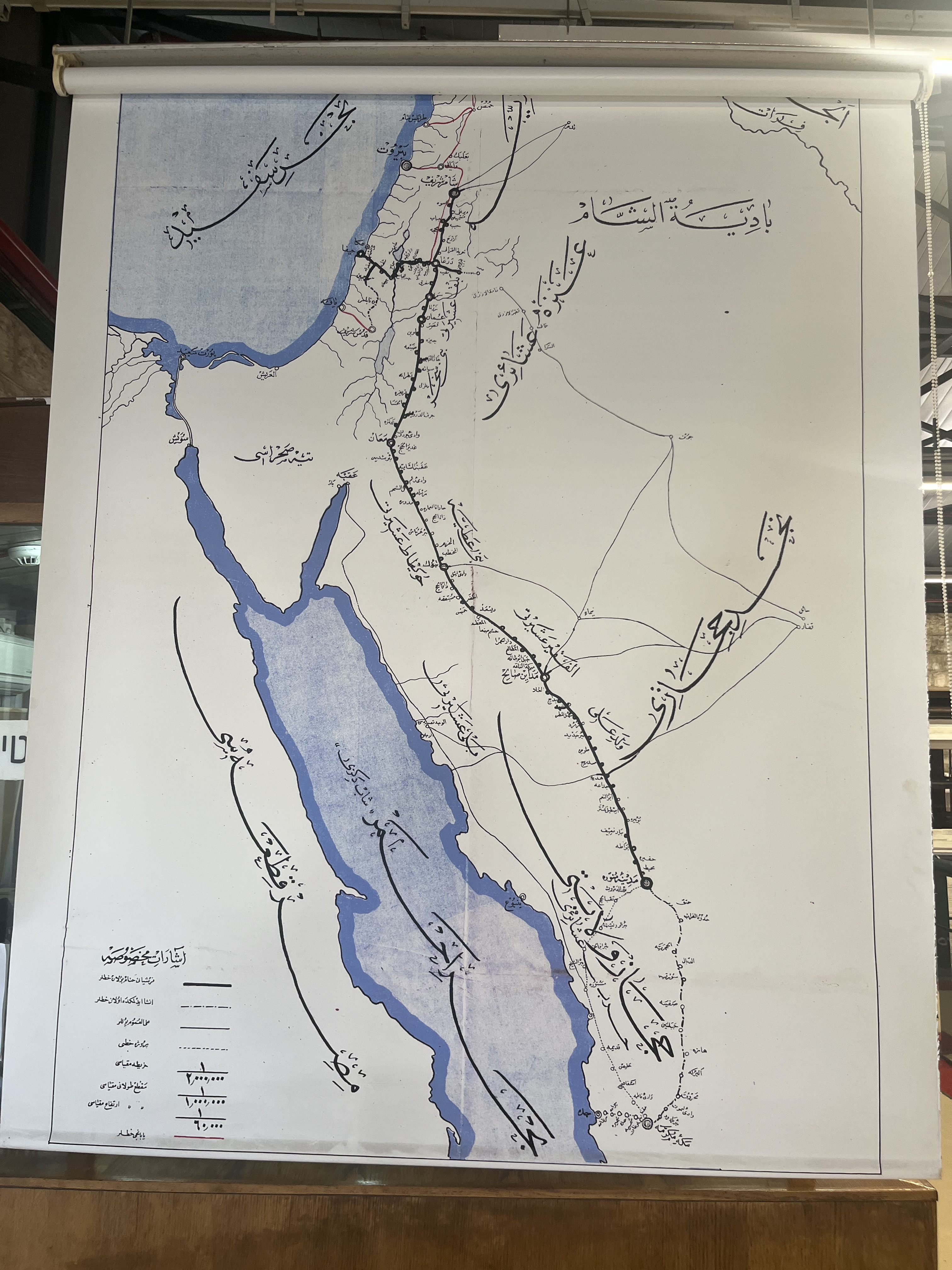
Rollup Schautafel Hedschasbahn

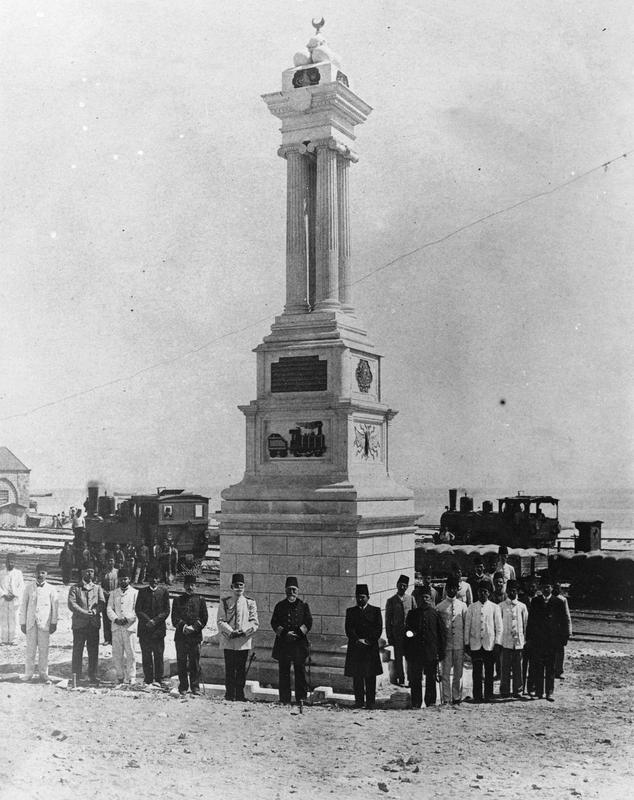
Feier zum Baustart des Haifa-Zweiges der Hedschasbahn

Stattdessen wurde die Hedschasbahn, zwischen Muzairib und Darʿa nach Norden abzweigend östlich parallel zur Hauranbahn bis Damaskus ausgebaut und ging am 1. September 1903 in Betrieb. Die Stummelstrecke nach Muzairib wurde Anschlusspunkt für die Bahnstrecke Haifa–Darʿā, die am 15. Oktober 1905 Eröffnung feierte. Der Bau der Strecke wurde trotz enormer Schwierigkeiten durch Hitze, Sandstürme und Wassermangel in einer Rekordzeit von nur acht Jahren fertiggestellt. Die Hedschasbahn wurde am 1. September 1908 eröffnet.
Der Weiterbau der Strecke nach Mekka unterblieb, obwohl Material dafür bereits bereitlag. Er stieß auf den anhaltenden Widerstand örtlicher Stämme und Interessen, die um ihren Einfluss fürchteten und auf ihre Einnahmen aus Schutzgelderpressungen der Pilger und dem gewerblichen Transport nicht verzichten wollten. Als nach dem Sturz von Sultan Abdülhamid II. 1909 der politische Druck zum Weiterbau nachließ, kam der Bau des letzten Stücks der Hedschasbahn bis Mekka zum Erliegen.
Die Trasse der Bahn verlief in unmittelbarer Nachbarschaft zu der Ruine der mittelalterlichen Palastanlage von Mschatta, einem ehemaligen Wüstenschloss der Umayyaden im heutigen Jordanien, etwa 30 km südlich von Amman. Weil befürchtet wurde, dass mit dem Bau der Bahn in unmittelbarer Nähe der Ruine aus dem Kulturdenkmal wertvolle Bauteile entwendet werden könnten, wurde, vermittelt durch den Arabien-Forscher Julius Euting, die Fassade von Sultan Abdülhamid II. zum Abbau an Kaiser Wilhelm II. verschenkt. Die Hedschasbahn ermöglichte dann auch den unproblematischen Abtransport der Fassade. Sie gelangte nacheinander in verschiedene Berliner Museen und ist heute im Museum für Islamische Kunst im Pergamonmuseum zu besichtigen.

### Betrieb

Bahnhof Damaskus-Kanawat, Gleisseite um 1900

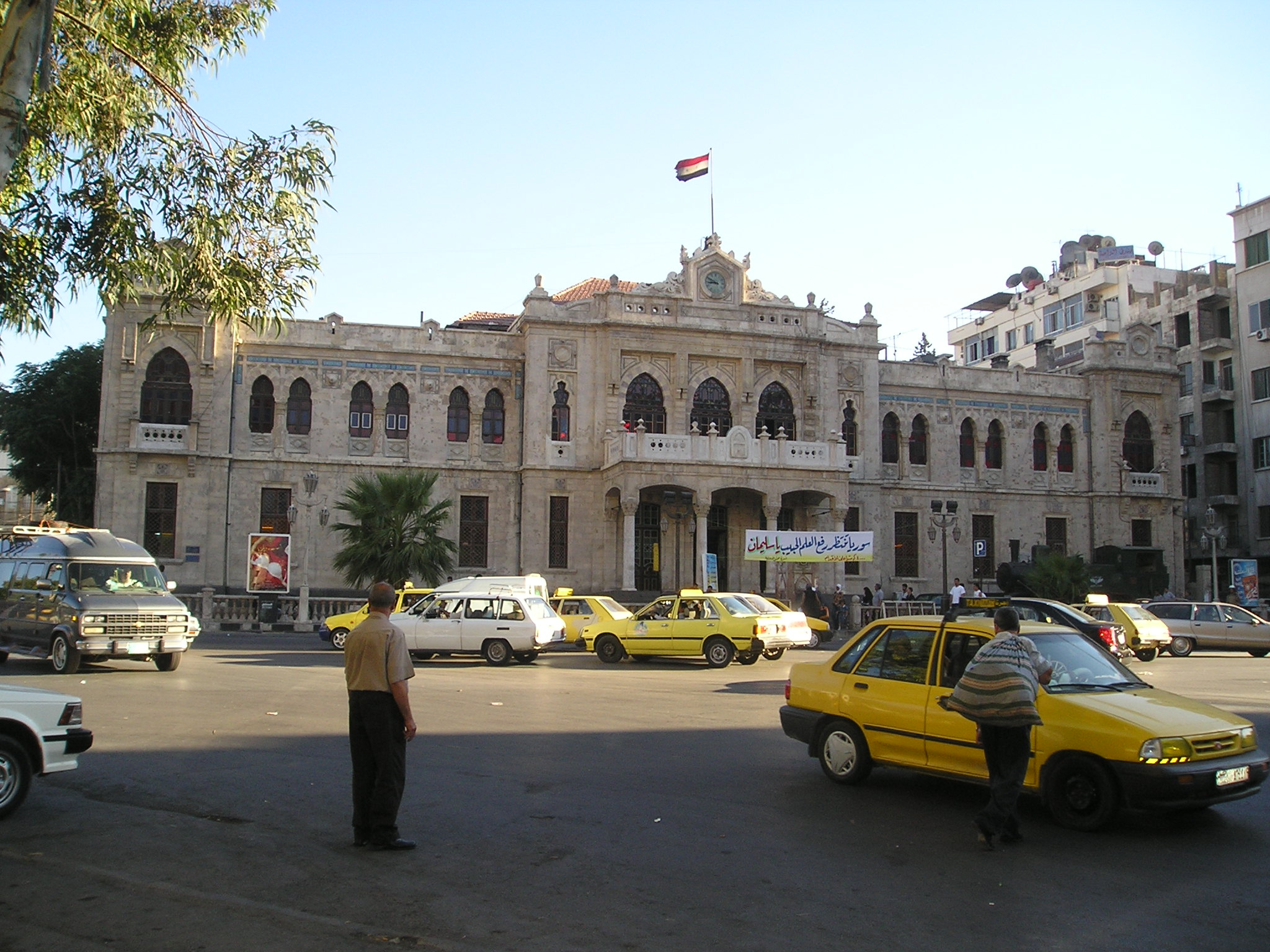
Bahnhof Damaskus-Kanawat, ehemals nördlicher Endpunkt der Hedschasbahn, Straßenseite

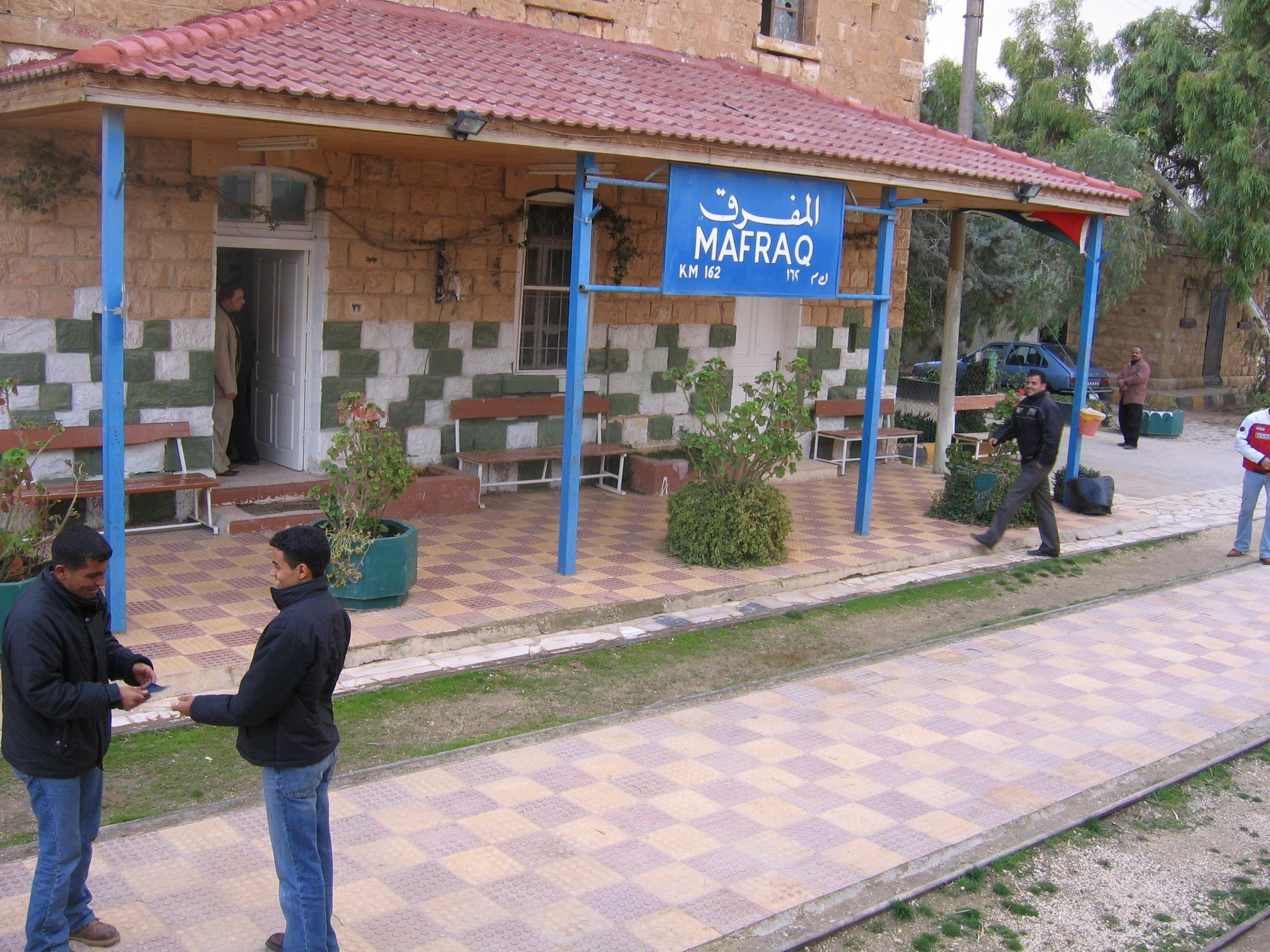
Bahnhof Mafraq, Jordanien

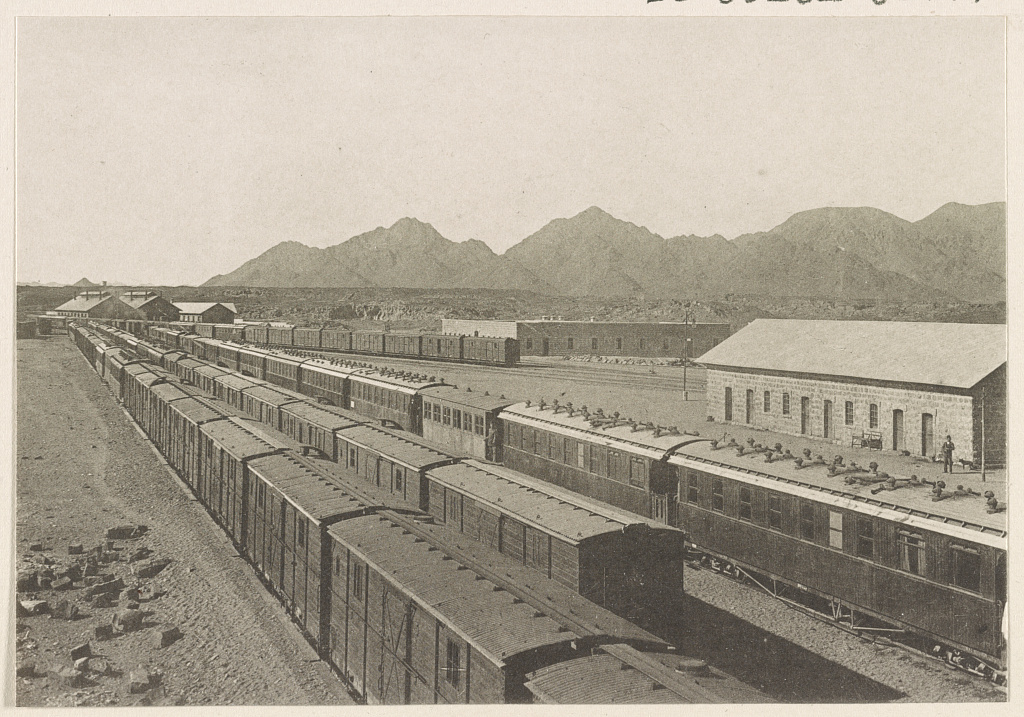
Endpunkt Hedschasbahn in Medina

Zur Wallfahrtszeit verkehrten täglich fünf Züge. Bei einer Geschwindigkeit von maximal 30 Kilometer pro Stunde legten sie die Strecke in nur drei Tagen zurück – eine Kamelkarawane benötigte dafür rund eineinhalb Monate.

### Zweigstrecken
Ausgehend von der Stammstrecke Damaskus–Medina wurde sie um eine Reihe von Strecken ergänzt, so dass sich ein Netz bildete. Es erreichte 1917 seine größte Ausdehnung und gestaltete sich
folgendermaßen:
- Bahnstrecke Damaskus–Medina (1908)
  - Bahnstrecke Damaskus–Qatara (1944)
  - Jesreeltalbahn Haifa–Darʿā (1905 – 2016 als Bahnstrecke Haifa–Beit Scheʾan auf Normalspur umgespurt)[9]
    - Samarienbahn Afula–Nablus (1914)
      - Militärbahn Masʿūdiyya–Sinai (1915–1917 – dann ab al-Masʿūdiyya südwärts auf Normalspur umgespurt; Ostbahn)
        - Linie Jaffa–Jerusalem von Lod bis Jerusalem (1915–1918 – dann ganz auf Normalspur umgespurt)
        - Militärbahn Tine–El Huj/Beit Hanun (nur 1917)

    - Bahnstrecke Haifa–Akko (1913–1915 – 1919 neu, 1941 dann ganz auf Normalspur umgespurt)

  - Bahnstrecke Darʿa–Bosra (1912–1914, 1924)
  - Qalʿat ʿAnaza–el-Hische (ca. 1915–1918)
  - Bahnstrecke Maʿan–Naqb Aschtar (1940–43, -?)
  - Aqababahn Aqaba–Abiad/Wadi el Hassa (1975)

## Erster Weltkrieg

### Strecken
Für die Eisenbahnen im nahöstlichen Raum bedeutete der Erste Weltkrieg einen ersten radikalen Einschnitt. Zunächst wurden die französischen Privatbahnen vom Osmanischen Reich beschlagnahmt, darunter auch die meterspurige Bahnstrecke Jaffa–Jerusalem, und ihr Betrieb der Hedschasbahn übertragen. Diese wiederum unterstellte man dem Oberkommando der Armee, das den Ausbau der Bahn in Palästina in Richtung Sueskanal vorantrieb, woraus die Osmanische Militärbahn in Palästina hervorgingen.
Die große militärische Bedeutung der Hedschasbahn wurde ihr im Ersten Weltkrieg zum Verhängnis, indem sie bevorzugtes Ziel von Angriffen wurde. Mehrfach verübten aufständische Beduinen unter Führung von Thomas Edward Lawrence, besser bekannt als Lawrence von Arabien, Sprengstoffanschläge auf die strategisch wichtige Strecke. Diese nahmen solche Ausmaße an, dass zur Bekämpfung der verdeckt operierenden Beduinengruppen eine deutsche Fliegerstaffel des Levante-Korps eingesetzt werden musste. Noch heute künden verrostete Wracks von Lokomotiven entlang der Strecke vom arabischen Aufstand gegen das Osmanische Reich.

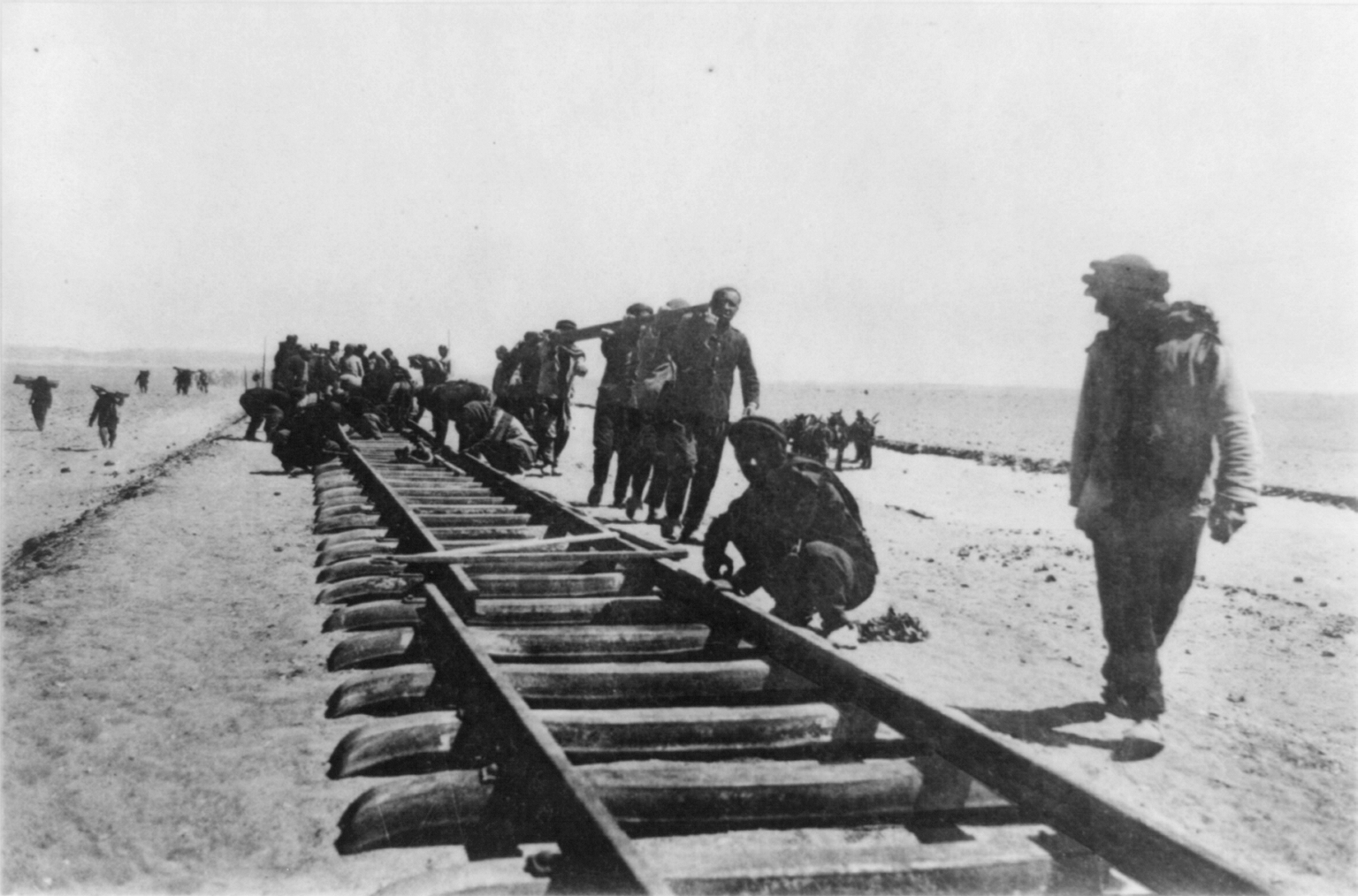
Hedschasbahn Gleisarbeiten bei Tabuk

### Betrieb
Das größte Problem war die Versorgung der Lokomotiven mit Brennstoff. Kohlevorkommen gab es nur im Libanon, in allerdings schlechter Qualität und in nur geringen Mengen. Auf dem Seeweg konnte sie wegen der Seeblockade der Royal Navy nicht mehr herbeigeschafft werden. Der jährliche Holzbedarf für den Betrieb lag bei 150.000 t. Schon 1916 waren alle erreichbaren Baumbestände entlang der Bahnlinien verheizt, es wurden auch viele der alten Olivenhaine abgeholzt. Die gesamte Inneneinrichtung aller Wagen der J & J wurde ebenfalls verfeuert, vermutlich als beim Vorrücken der Briten noch möglichst viele Lokomotiven nordwärts evakuiert werden sollten. Um Holz zu beschaffen, wurden Männer vom Militärdienst befreit, um auch weitab liegende Baumbestände nutzbar zu machen. Deshalb wurden Ergänzungsstrecken im Hinterland angelegt, um an Holzvorräte zu kommen:
- Qalʿat ʿAnaza–al-Hische in Süd-Transjordanien bei Petra (28 km),
- al-Qasr–al-Hermil im Libanon (19 km); dort wurde eine Drahtseilbahn unter Leitung eines deutschen Offiziers betrieben.

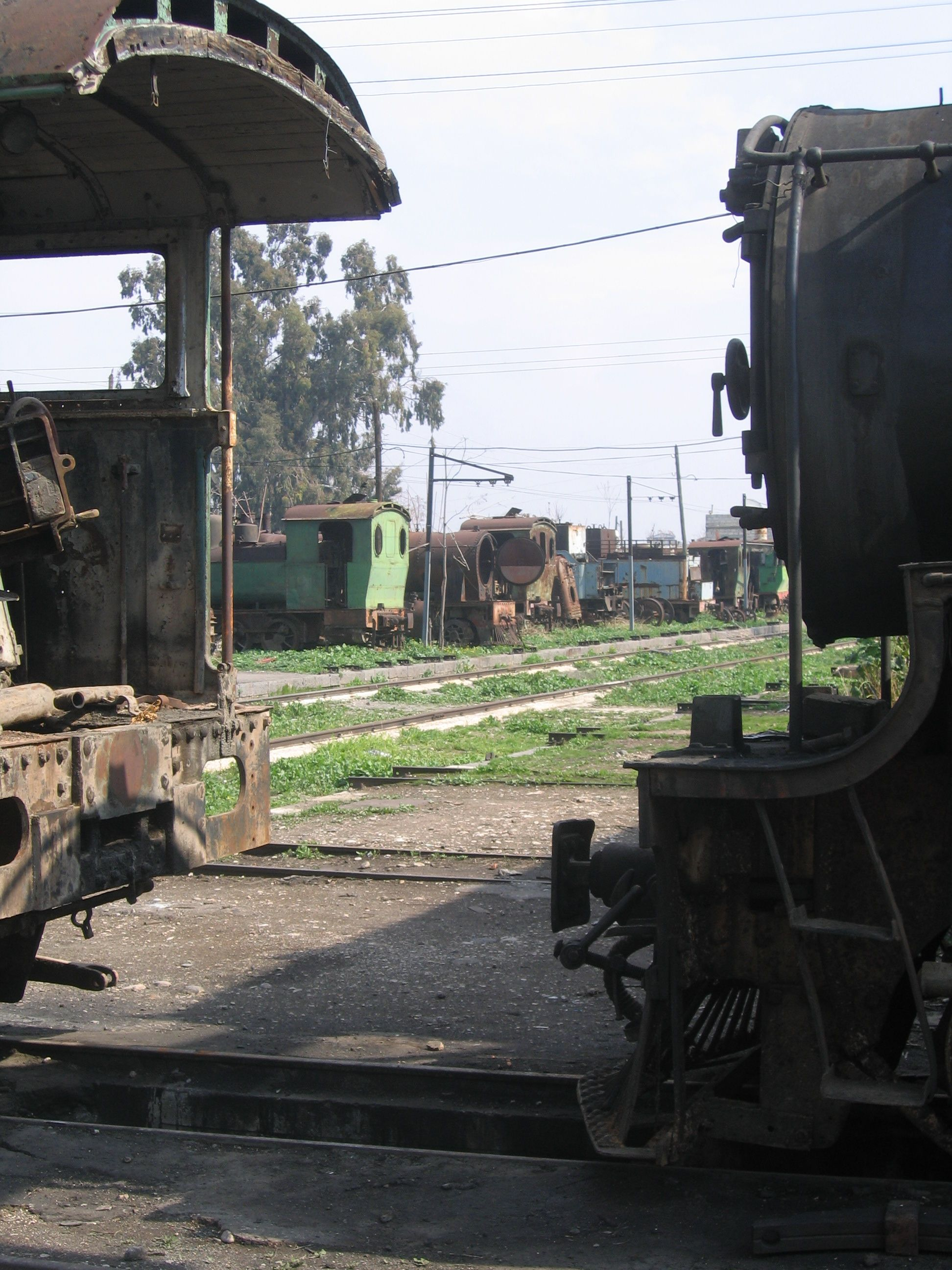
Betriebswerk Damaskus-Kadam
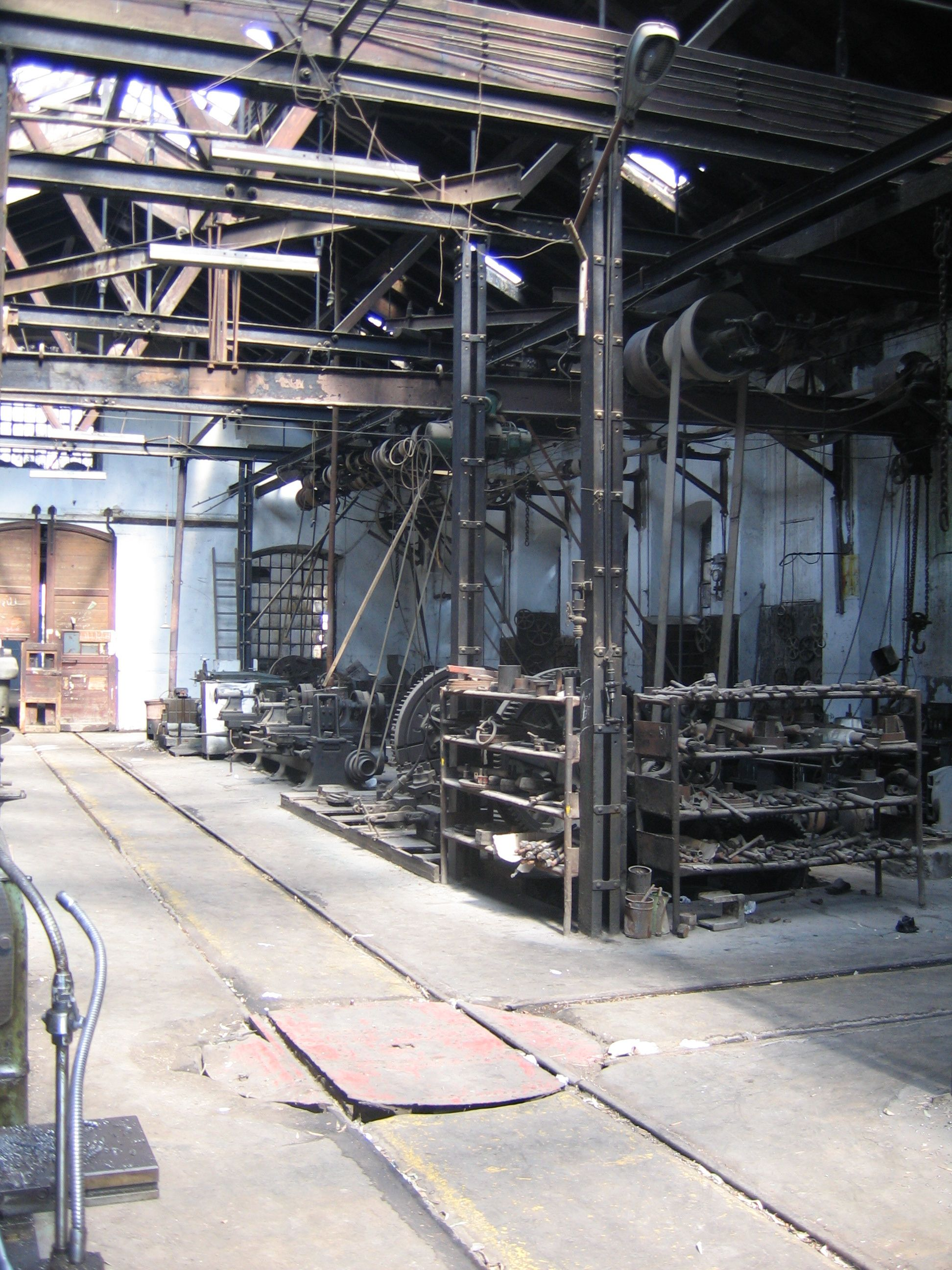
Betriebswerk Damaskus-Kadam
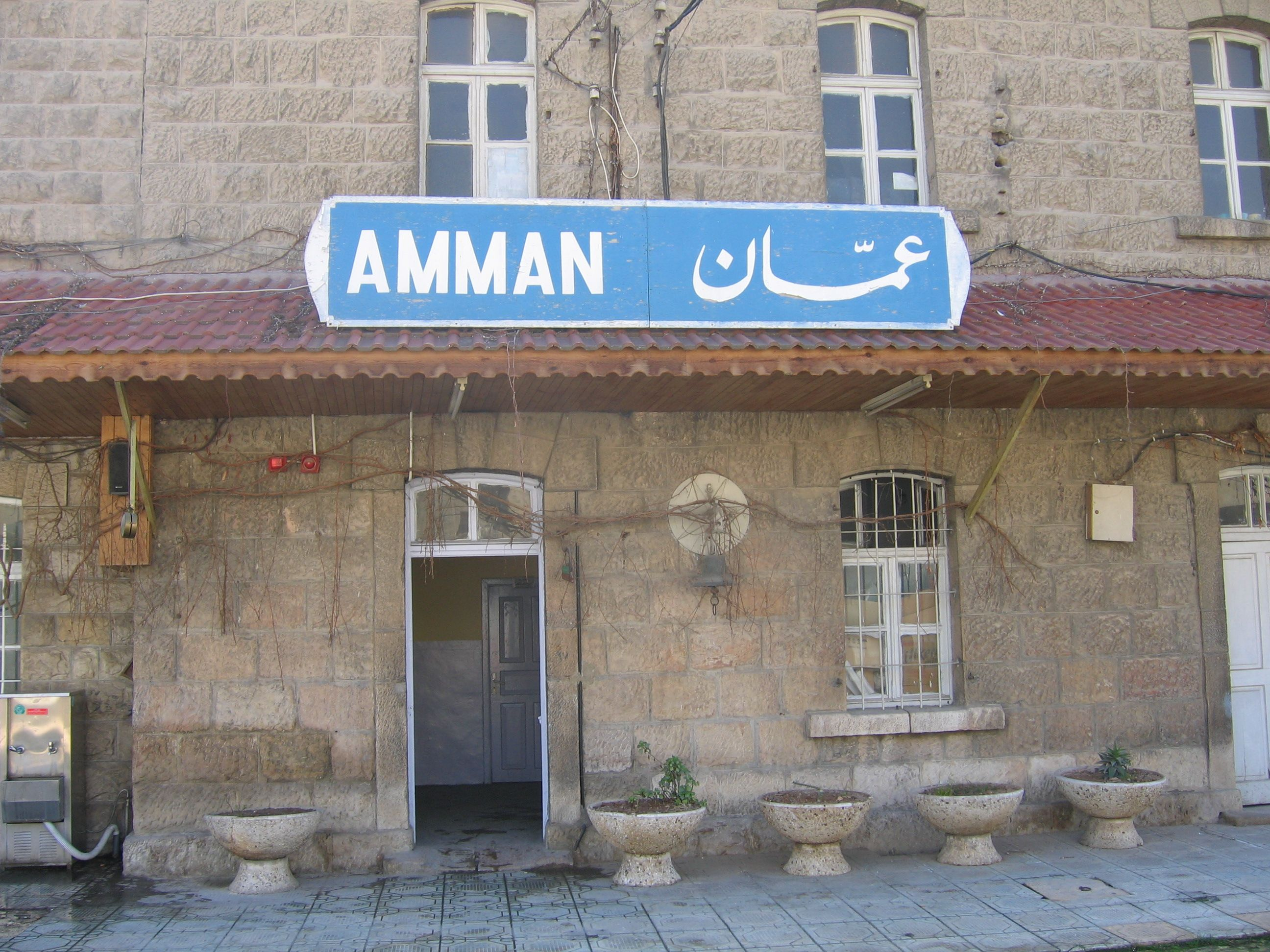
Bahnhof Amman
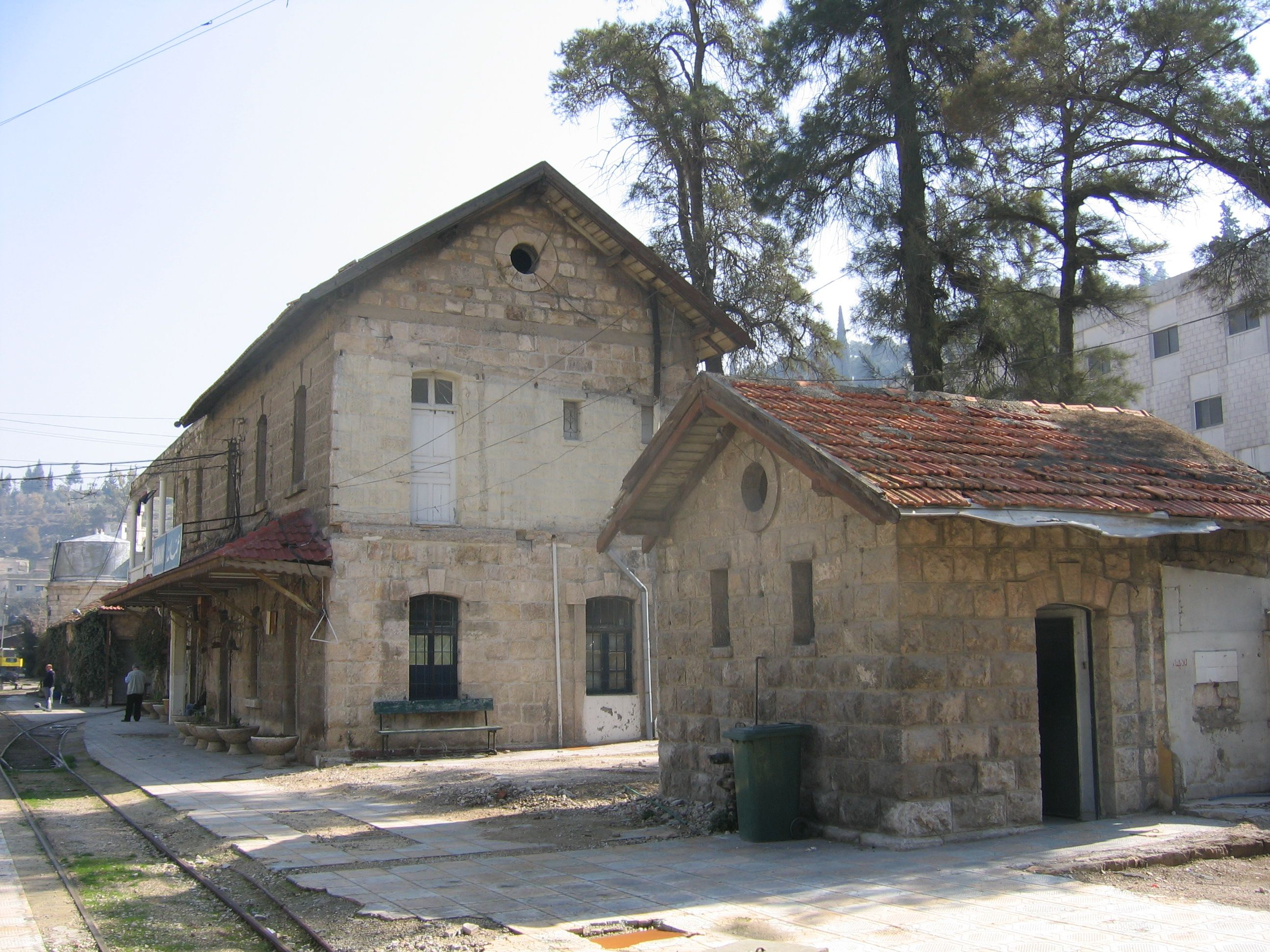
Bahnhof Amman
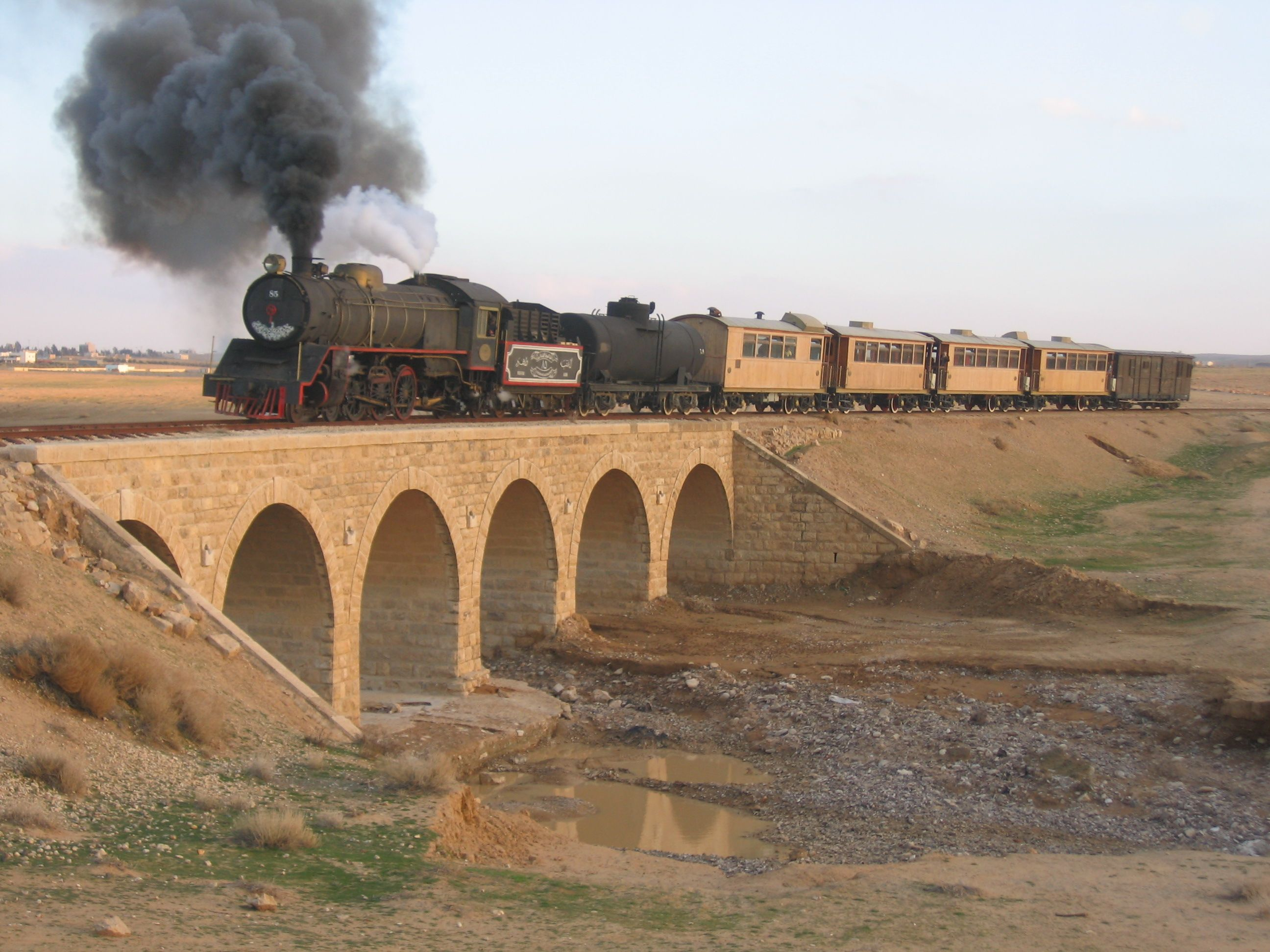
Dampfsonderzug der Hedschasbahn

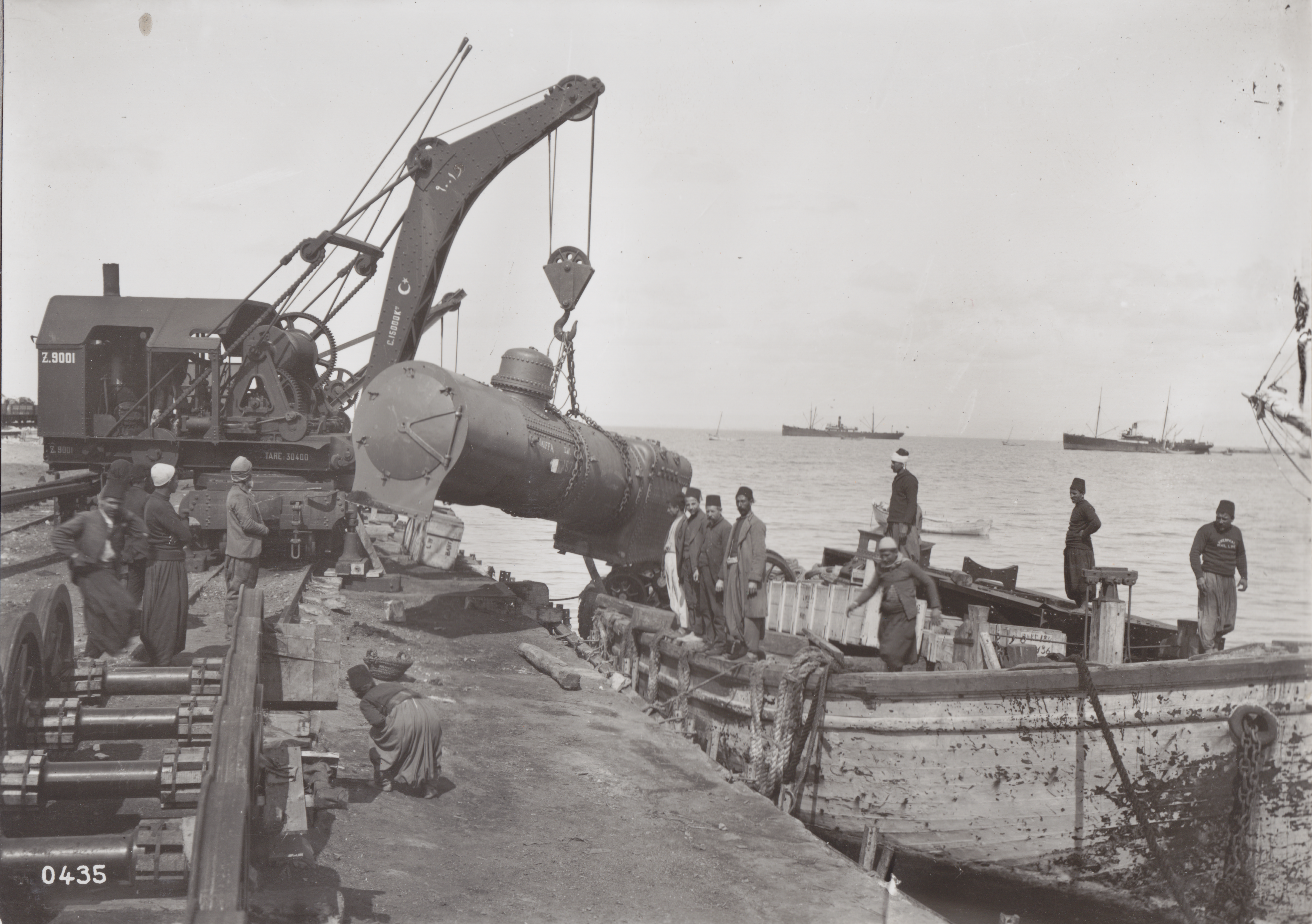
Entladung von Loks im Hafen von Haifa

Trotz aller Anstrengungen um eine durchgehende Bahnverbindung ab Istanbul wurde die erst 1918 fertiggestellt, also kurz vor Kriegsende, und hatte so auf den Ausgang der Kämpfe keinen Einfluss mehr. Nur noch etwa 100 Waggons mit deutscher Kohle erreichten die Hedschasbahn vor dem Zusammenbruch 1918.
Mit der Zeit wurden auch die Schmiermittel knapp. Deshalb griff man auf Rückstände der Olivenölproduktion zurück und es wurden Rizinusplantagen unter der Regie der Bahnverwaltung angelegt. Diese Betriebsbedingungen führten schon 1914/1915 zu einem erheblichen Verschleiß bei den Lokomotiven.
1917/1918 kamen zwei deutsche Eisenbahnbetriebskompanien (E.B.S.K.) auf der Hedschasbahn zum Einsatz:
- E.B.S.K. 11 unter Hauptmann Borck und
- E.B.S.K. 44/48 unter Hauptmann Pösentrup.

Die Kompanien bestanden aus deutschen Eisenbahnbeamten. Die E.B.S.K. 11 führte den gesamten Betrieb zwischen Sammach (heute Zemach) am See Genezareth und Tulkarm und stellte die Fahrdienstleiter.

## Mandatszeit

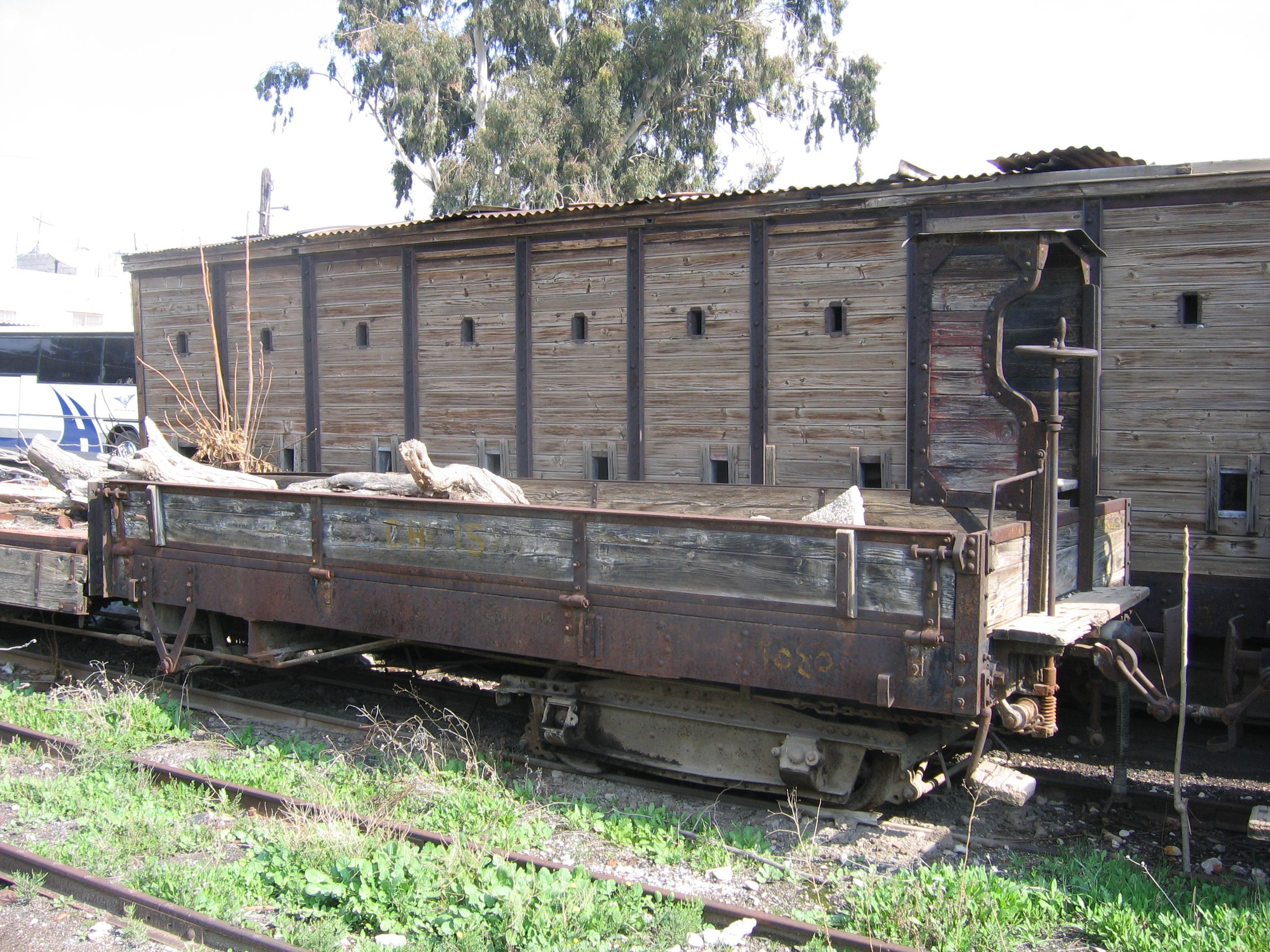
Gepanzerter Zugbegleitwagen aus der Zeit des französischen Mandats

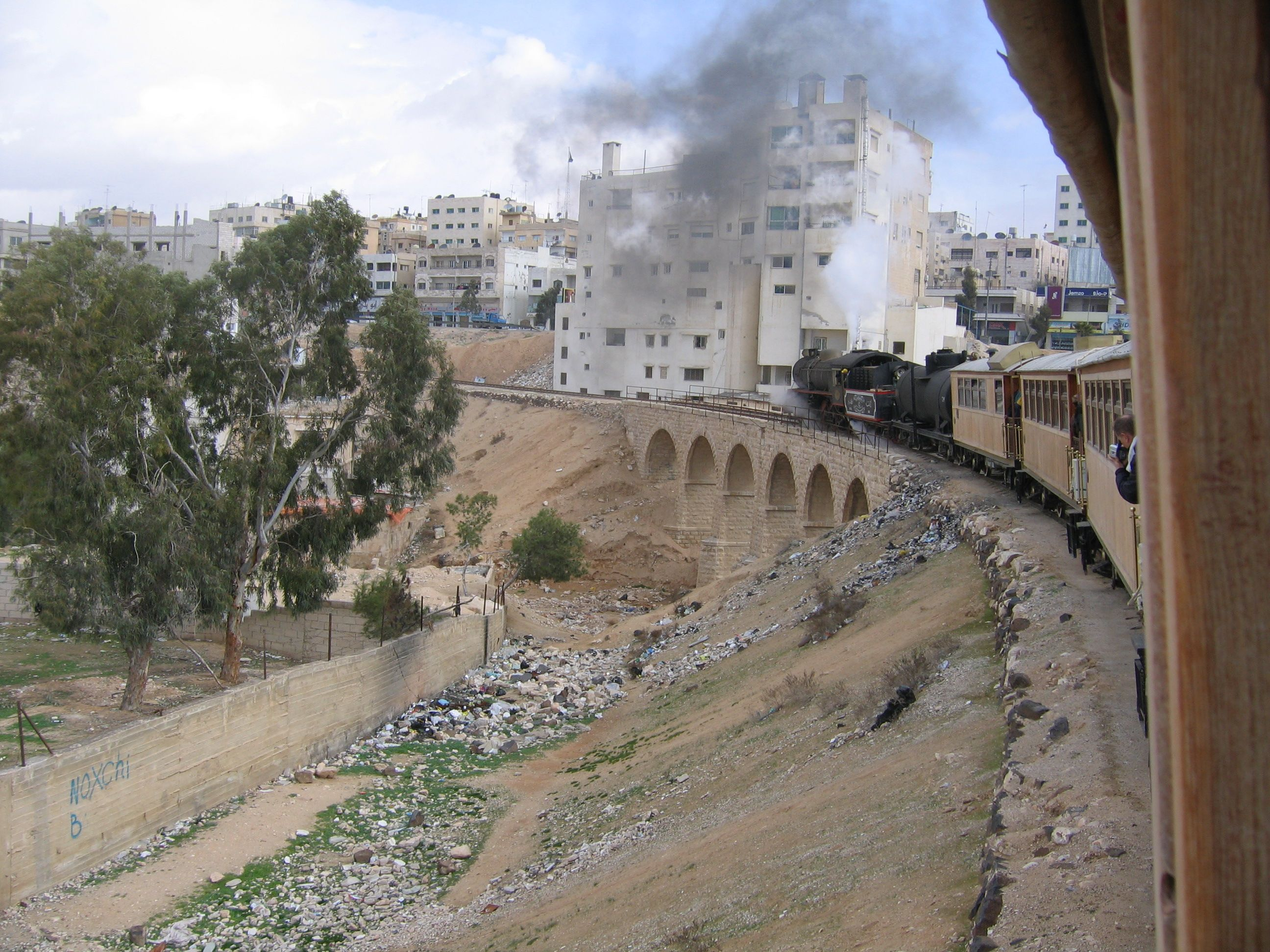
Durchfahrt durch Az Zarqa

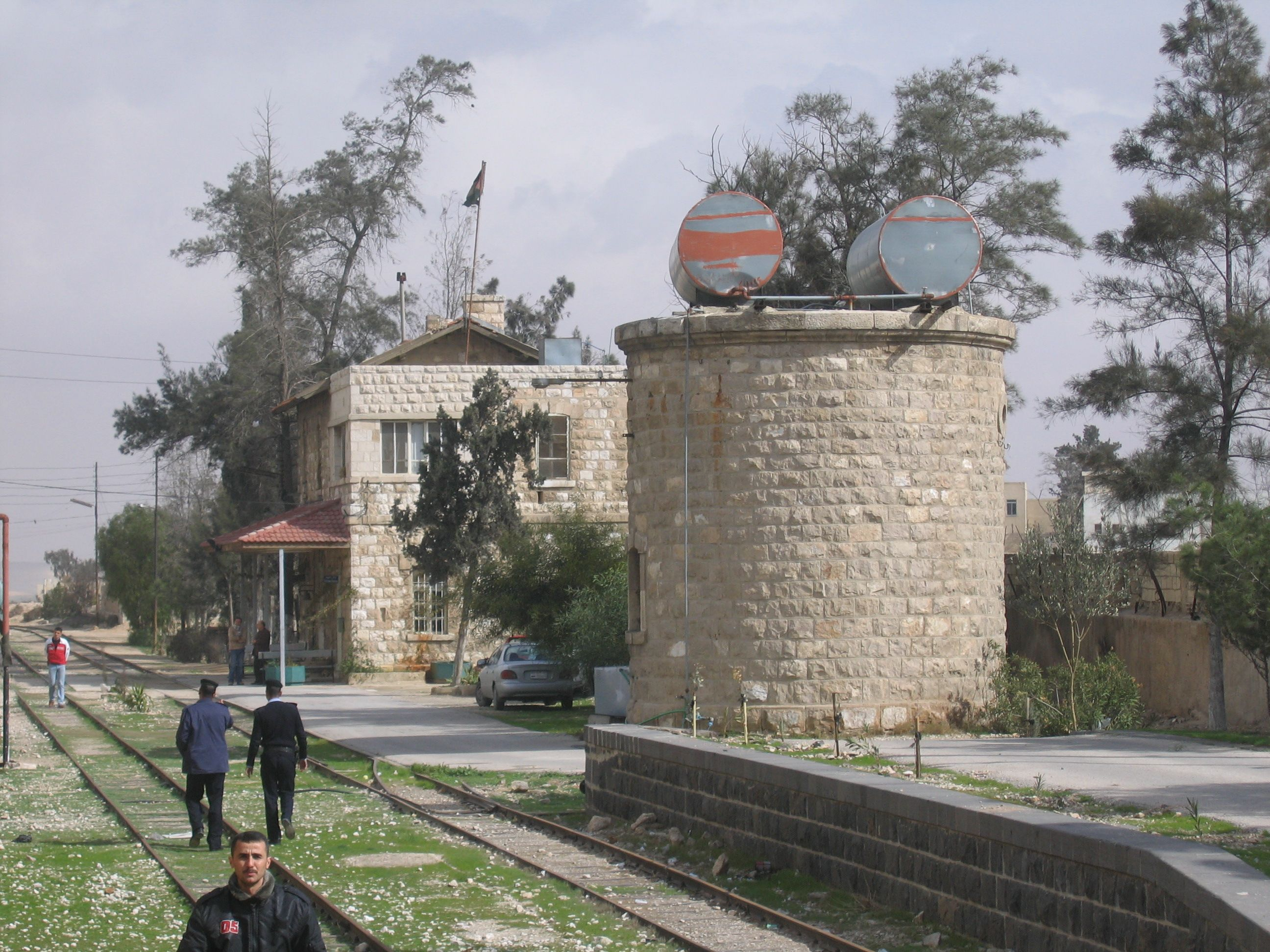
Wasserbehälter und Bahnhof in Az Zarqa, Jordanien

Der Erste Weltkrieg endete für den Nahen Osten mit einer territorialen Aufteilung in Völkerbundsmandate: Frankreich erhielt das Völkerbundmandat für Syrien und Libanon, Großbritannien das für Palästina, zu dem auch nach Abtrennung 1923 Transjordanien zählte, das heutige Jordanien, und dazu den Irak (Britisches Mandat Mesopotamien). Entsprechend wurden die Strecken an der neuen Grenze geteilt und nun getrennten Verwaltungen unterstellt. Die Palestine Railways übernahm den in Palästina gelegenen östlichen und südlichen Teil des Hedschasbahn-Netzes. Sie betrieb die Strecke Haifa–Darʿa bis zur Station Sammach (86,9 km von 192 km), wo auch die Loks gewechselt wurden, obwohl der östlich folgende, räumlich beengte Bahnhof al-Ḥamma auch noch zu Palästina gehörte,:26 sowie das Teilstück der Hedschasbahn, das zwischen Nasib und Maʿan in Transjordanien lag (436 km). In Syrien etablierte sich dazwischen die Chemin de fer du Hedjaz (CFH). Drei Konferenzen in Beirut verteilten die Hinterlassenschaften der Hedschasbahn, insbesondere die Fahrzeuge: je 50 % gingen an die syrische und die palästinensisch/transjordanische Nachfolgeverwaltung.:331
Im Jahr 1924 befuhr letztmals ein Zug die Gesamtstrecke zwischen Damaskus und Medina.

### Streckenneubau
Entsprechend den neuen politischen Machtverhältnissen wurden die Strecken der Hedschasbahn an der neuen Grenze zwischen den Gebieten des britischen Völkerbundsmandats für Palästina und des französischen Völkerbundsmandats für Syrien und Libanon geteilt und jeweils einer eigenen Verwaltung unterstellt. Die Palestine Railways übernahm den zu Palästina gehörenden östlichen Teil des Hedschasbahn-Netzes und das Teilstück der Hedschasbahn, das nun in Transjordanien – dem späteren Jordanien – lag.:175 Sie betrieb die Strecke von Haifa bis zur Station Sammach (86,9 km von 192 km) und zwischen Nasib und Maʿan (436 km). Das einzige Ausbesserungswerk für die beiden britischen Teilstücke lag bei Haifa etwas südöstlich. Im Zuge des Neubaus einer Abkürzungsstrecke im Verlauf der Haifa-Akko-Bahn eröffnete 1932 als zweites seiner Art im Lande das „Ausbesserungswerk Qischon“ nordöstlich Haifas.:52

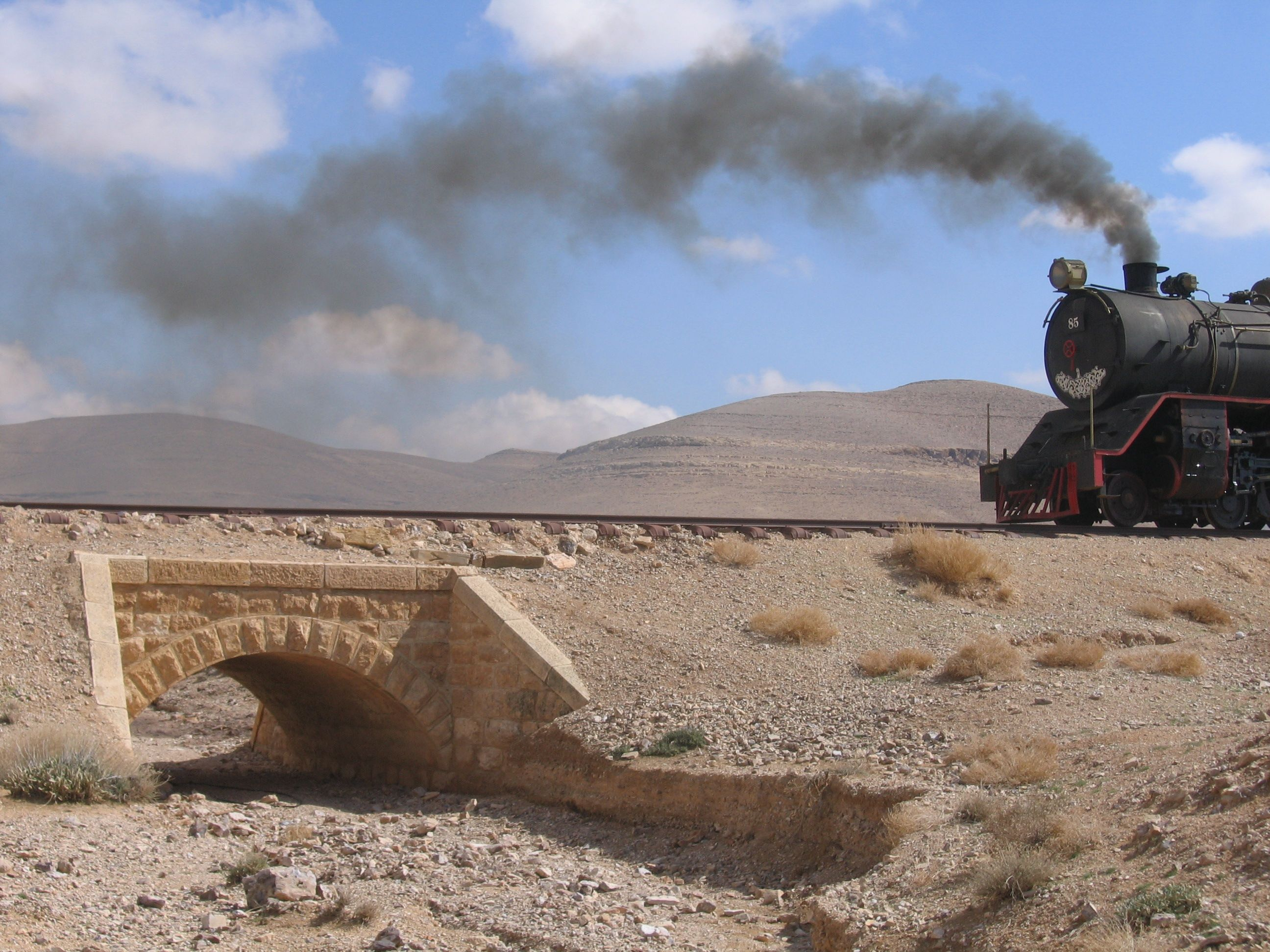
Typischer Durchlass auf der Strecke
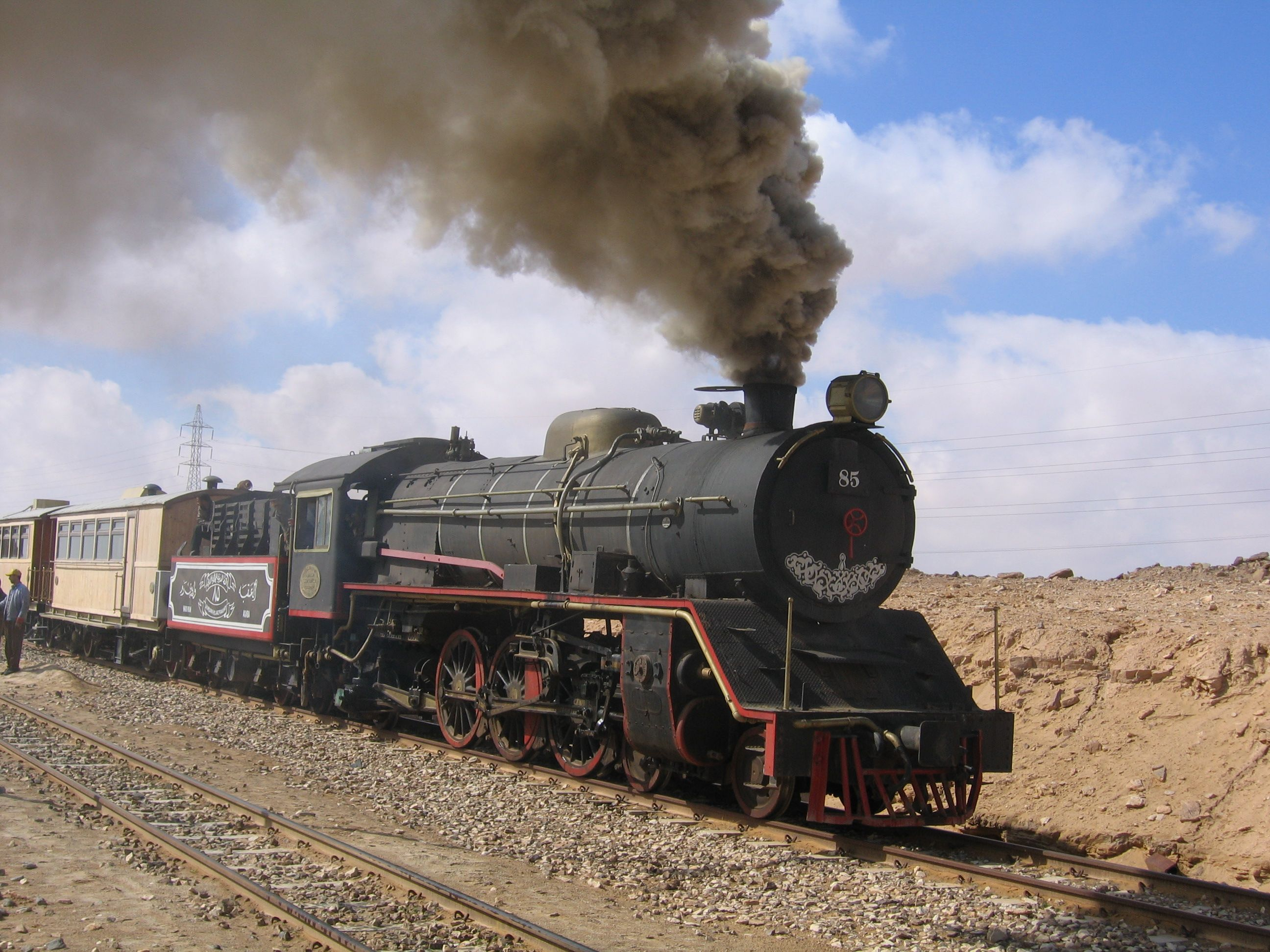
Dampfsonderzug im Bahnhof Faraifa. Lokomotive 82, gebaut 1959 in Japan
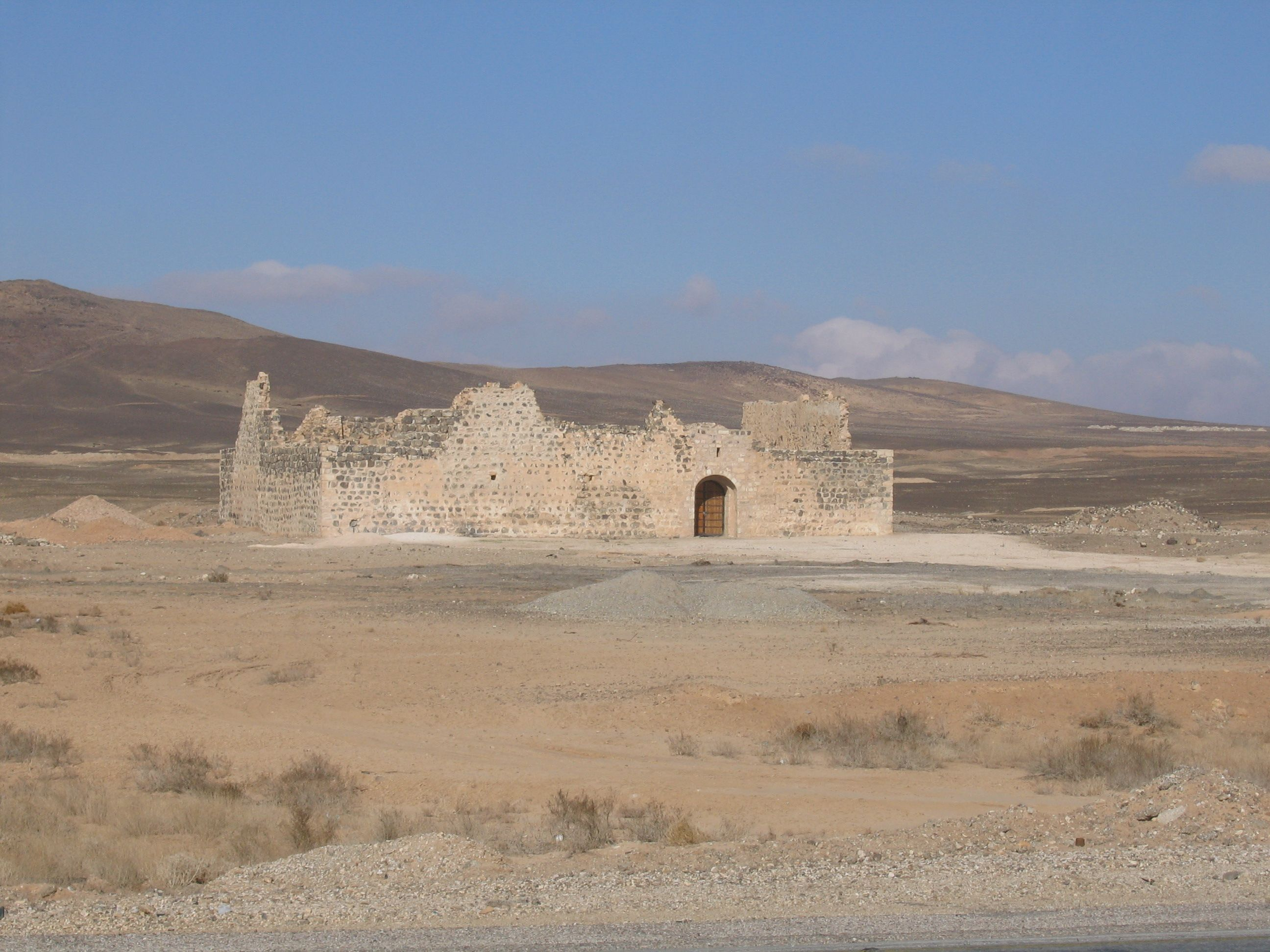
Ruine der militärischen Festung für den Bahnhof Anese
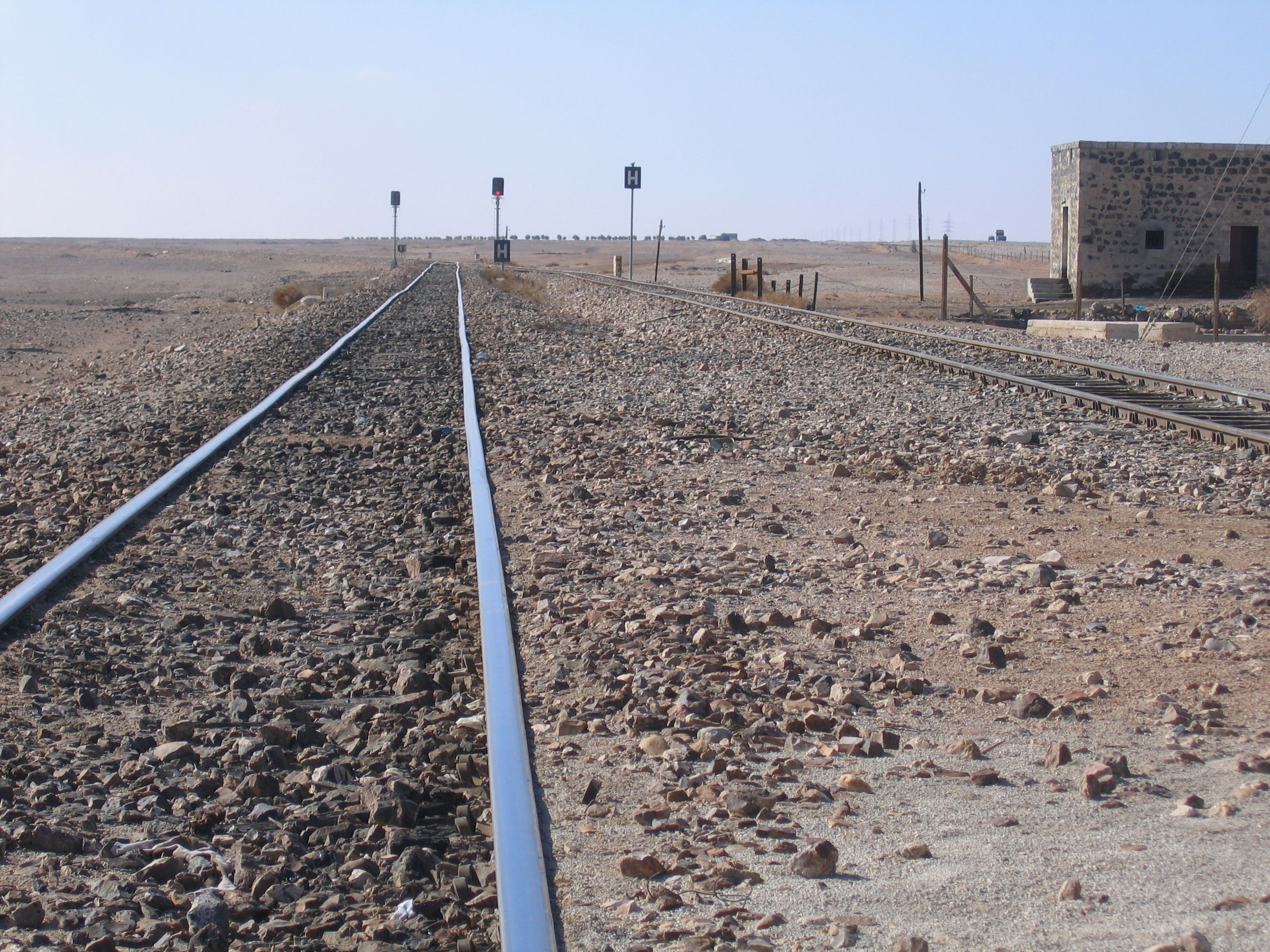
Bahnhof Anese – an dem von der Phosphatbahn genutzten Teil der Hedschasbahn

### Betrieb
Die zulässige Höchstgeschwindigkeit auf der Hedschasbahn betrug vor der Mandatszeit in der Regel 30 km/h und wurde später auf Teilstrecken etwas erhöht.

## Zweiter Weltkrieg

### Strecken
Neuseeländische Pioniere überholten 1940 die Anlagen der Strecke von Tulkarm nach Afula (Samarienbahn), um die Versorgungsroute für britische Truppen zu stärken, die in Syrien der französischen Armée du Levant des mit Hitler verbündeten französischen Vichy-Regimes gegenüberstanden. Sie reparierten auch eine der Brücken in der Yarmuk-Schlucht, die die Franzosen gesprengt hatten. Nach dem hitlerfreundlichen Militärputsch im Irak im April 1941, den der deutsche Sonderstab F im Mai 1941 über das französische Mandatsgebiet Syrien und Libanon als Sprungbrett unterstützt hatte, diente diese Strecke auch dem britischen Vorstoß im Syrisch-Libanesischen Feldzug im Juni des Jahres, um das französische Mandatsgebiet dem Vichy-Einfluss zu entziehen.
Darüber hinaus wurde begonnen, die Bahnstrecke Maʿan–Aqaba anzulegen, ein Projekt, das nicht vollendet wurde.

### Betrieb
Anfang 1942 wurde die Hedschasbahn auf Ölfeuerung umgestellt, weil Kohle als Brennstoff kaum mehr zur Verfügung stand, was am Anfang zu erheblichen Schwierigkeiten, besonders zu zahlreichen Maschinenausfällen, führte. Die Schäden durch Feindeinwirkung dagegen waren minimal.
Im Jahre 1944 wurde der Güterverkehr auf der Stichstrecke nach Nablus wieder aufgenommen, aber schon 1946 mangels Bedarfs erneut eingestellt. Der Verkehr auf dem Netz der Hedschasbahn in Palästina war 1945 insgesamt so weit reduziert, dass jede weitere Streichung einer Einstellung des Betriebes gleichgekommen wäre. Vom 1. Juli 1946 hat sich ein provisorischer Fahrplan für die Teilstrecke Haifa Ost–Sammach erhalten, der immerhin täglich einen Güterzug mit Personenbeförderung und die Pendelfahrt eines Sentinel-Triebwagens vorsah.
Im Jahre 1955 beschloss ein arabisches Komitee in Zusammenarbeit von Syrien, Jordanien und Saudi-Arabien, die Hedschasbahn über eine Strecke von 843,2 km wieder in Betrieb zu nehmen. Im Juni wurde das Münchner Ingenieurbüro Kurt Becker GmbH mit der Ausführung betraut, Präsident des Bau-Komitees war der syrische Präsident Mohammed Ali al-Halabi. Allerdings wurden nur ca. 70 km südlich der jordanisch/saudi-arabischen Grenze ausgebaut. Nach dem Sechstagekrieg 1967 wurde dieses Vorhaben nicht weiterverfolgt.

## Palästina und Israel

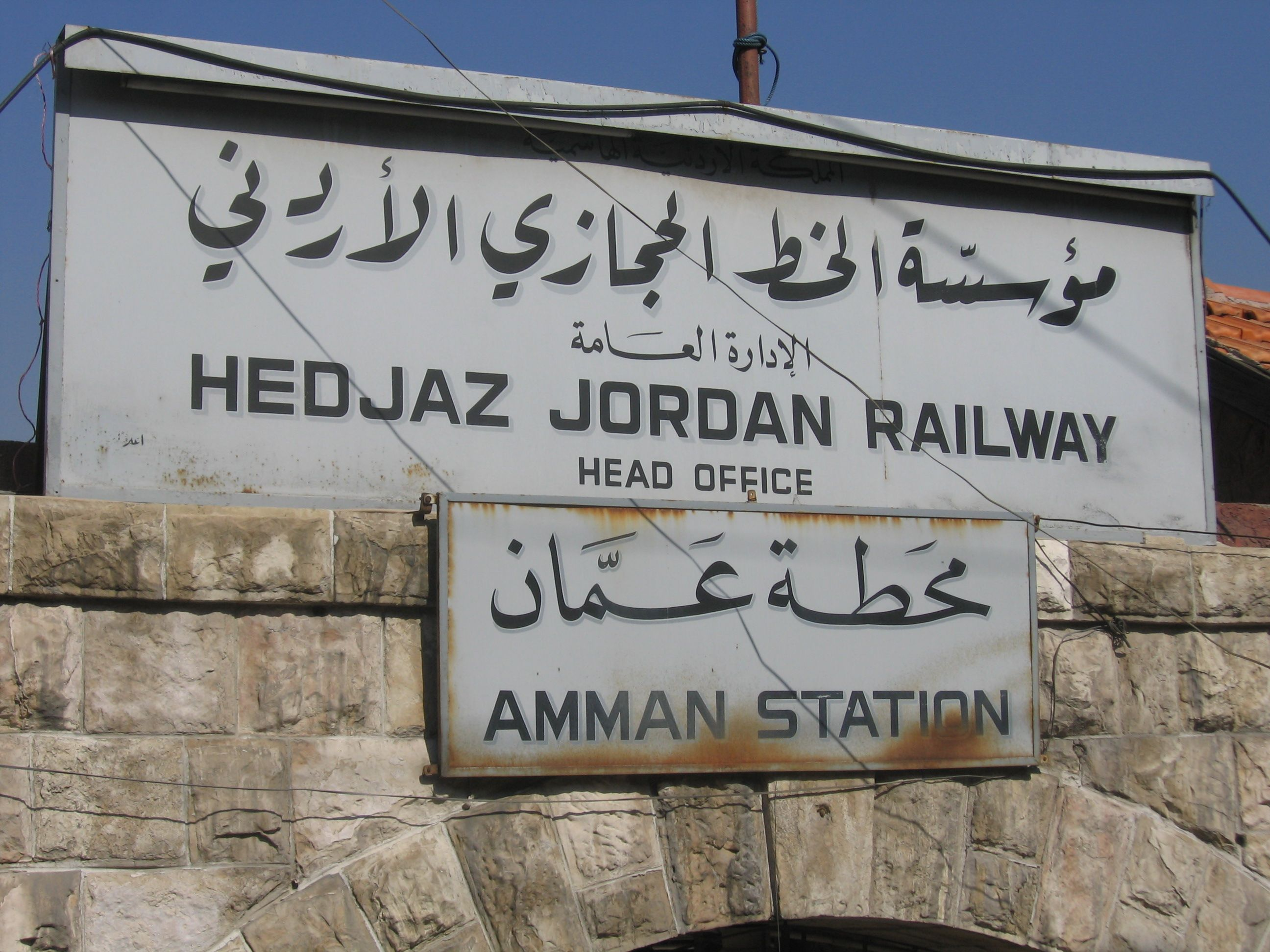
Hauptverwaltung der Jordanischen Hedschasbahn im Bahnhof Amman

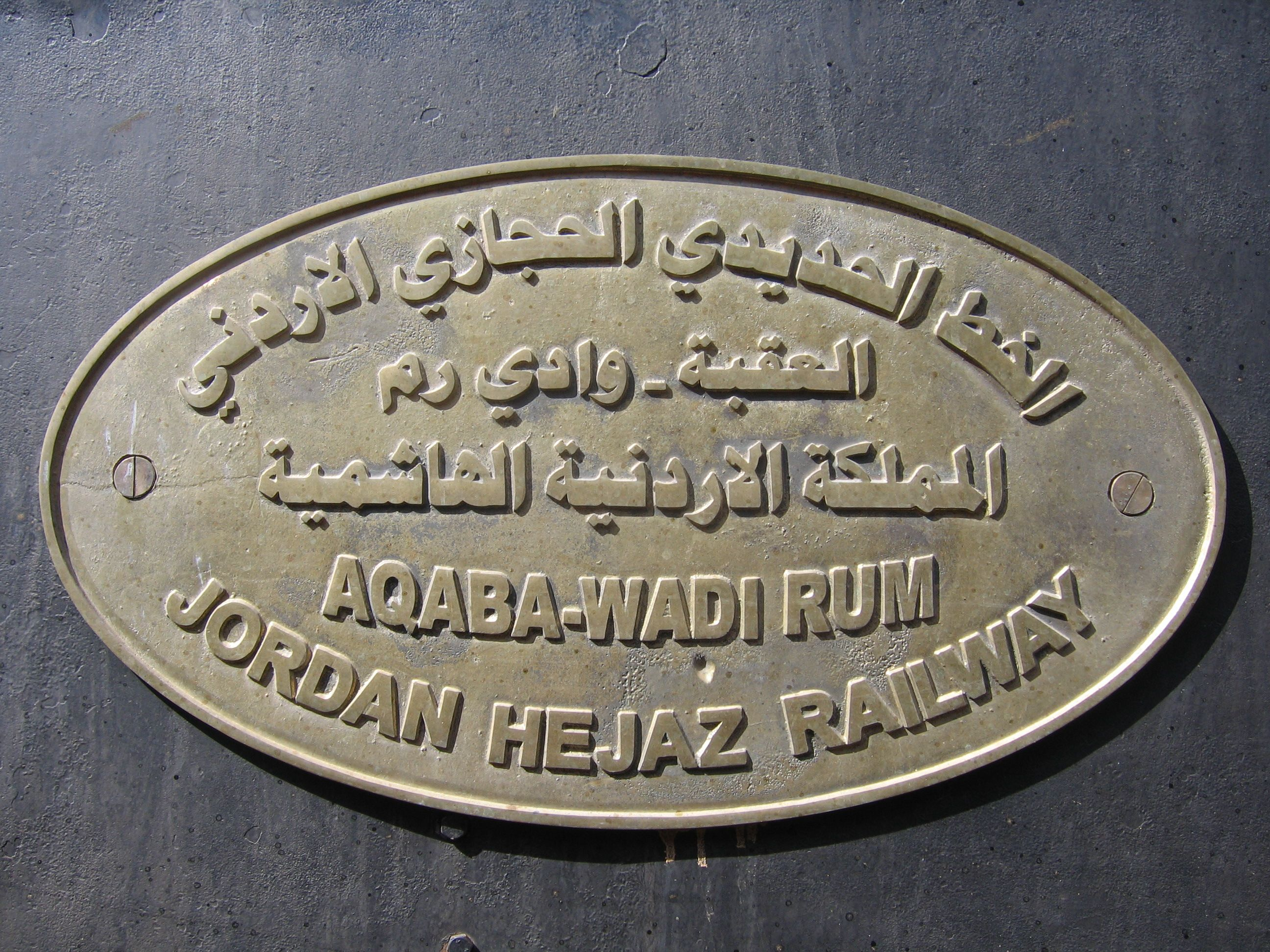
Schild an einem Fahrzeug für den Touristikbetrieb Aqaba – Wadi Rum

Die Strecken der Hedschasbahn in Palästina, vor allem die Jesreʿeltalbahn, wurden während des Palästinakrieges in den späten 1940er Jahren durch Akte des jüdisch-palästinensischen Untergrunds unterbrochen, um einen Nachschubweg der britischen Mandatsmacht in Palästina abzuschneiden. Die nach der Teilung Palästinas in Israel verbliebenen Reste der Strecke wurden 1951 stillgelegt. Im Zuge des massiven Bahnausbaus des israelischen Netzes nahm 2016 ohne niveaugleiche Kreuzungen soweit möglich der alten Trasse folgend die Neue Jesreʿeltalbahn bis Beit Scheʾan in Normalspur den Betrieb auf.

## Jordanien
Die 1975 in Betrieb gegangene Aqababahn sollte schon im Rahmen des Baus der Stammstrecke Anfang des 20. Jahrhunderts verwirklicht werden, scheiterte damals aber am Veto Großbritanniens. Die dort betriebene Phosphat-Abfuhr nutzte einen Abschnitt der Stammstrecke der Hedschasbahn. Der Betrieb wurde im März 2018 eingestellt.

## Syrien
1976 wurde eine 33,9 km lange Linie von Damaskus-Cadem nach Qatana und zur nahe gelegenen Militärbasis verlegt.

## Saudi-Arabien
Der Verkehr wurde auf dem heute saudi-arabischen Abschnitt der Bahn 1924 eingestellt. Dort gibt es noch zahlreich Relikte sowohl der Eisenbahninfrastruktur als auch an Fahrzeugen. Diese stehen heute als Kulturdenkmäler unter Denkmalschutz, werden sukzessive geborgen oder instand gesetzt. (Vgl. auch den Abschnitt „Museen“).
Saudi-Arabien betreibt die Anerkennung der Hedschasbahn als UNESCO-Weltkulturerbe. Seit 2015 befindet sich die Bahn auf der Tentativliste.

## Fahrzeuge
Heute verkehren auf der Hedschasbahn neben Diesellokomotiven immer noch Dampfloks, die aus der Erbauungszeit stammen, darunter auch Fahrzeuge der deutschen Firmen Sächsische Maschinenfabrik, August Borsig und der Arnold Jung Lokomotivfabrik.

### Lokomotiven
Die Betriebsbedingungen erforderten Lokomotiven von möglichst einfacher und robuster Bauart mit großzügig dimensionierten Kesseln und großen Vorratsbehältern für Kohle und Wasser. Wegen der ungenügenden Werkstättenanlagen wäre es sinnvoll gewesen, einheitliche Grundformen zu schaffen oder wenigstens die Einheitlichkeit solcher Teile vorzuschreiben, die der Abnutzung besonders unterlagen. Doch wurden von der für das Beschaffungswesen zuständigen Generalkommission der Hedschasbahn im weit entfernten Istanbul, der der Großwesir präsidierte, die Ratschläge der Betriebsleitung weitgehend in den Wind geschlagen. Erst bei späteren Beschaffungen wurden solche Anregungen berücksichtigt.

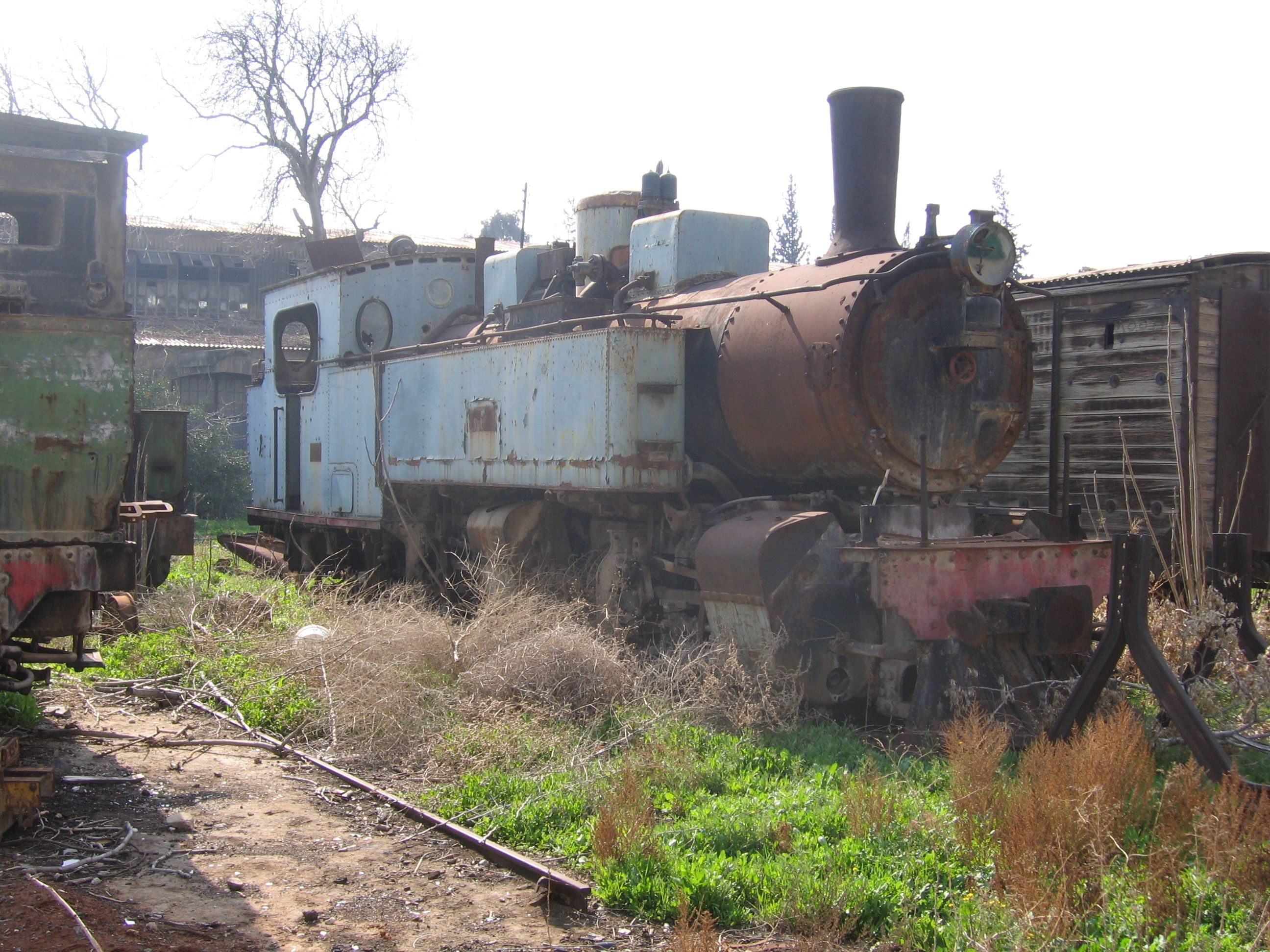
Mallet-Lokomotive, im Betriebswerk Damaskus-Kadam abgestellt
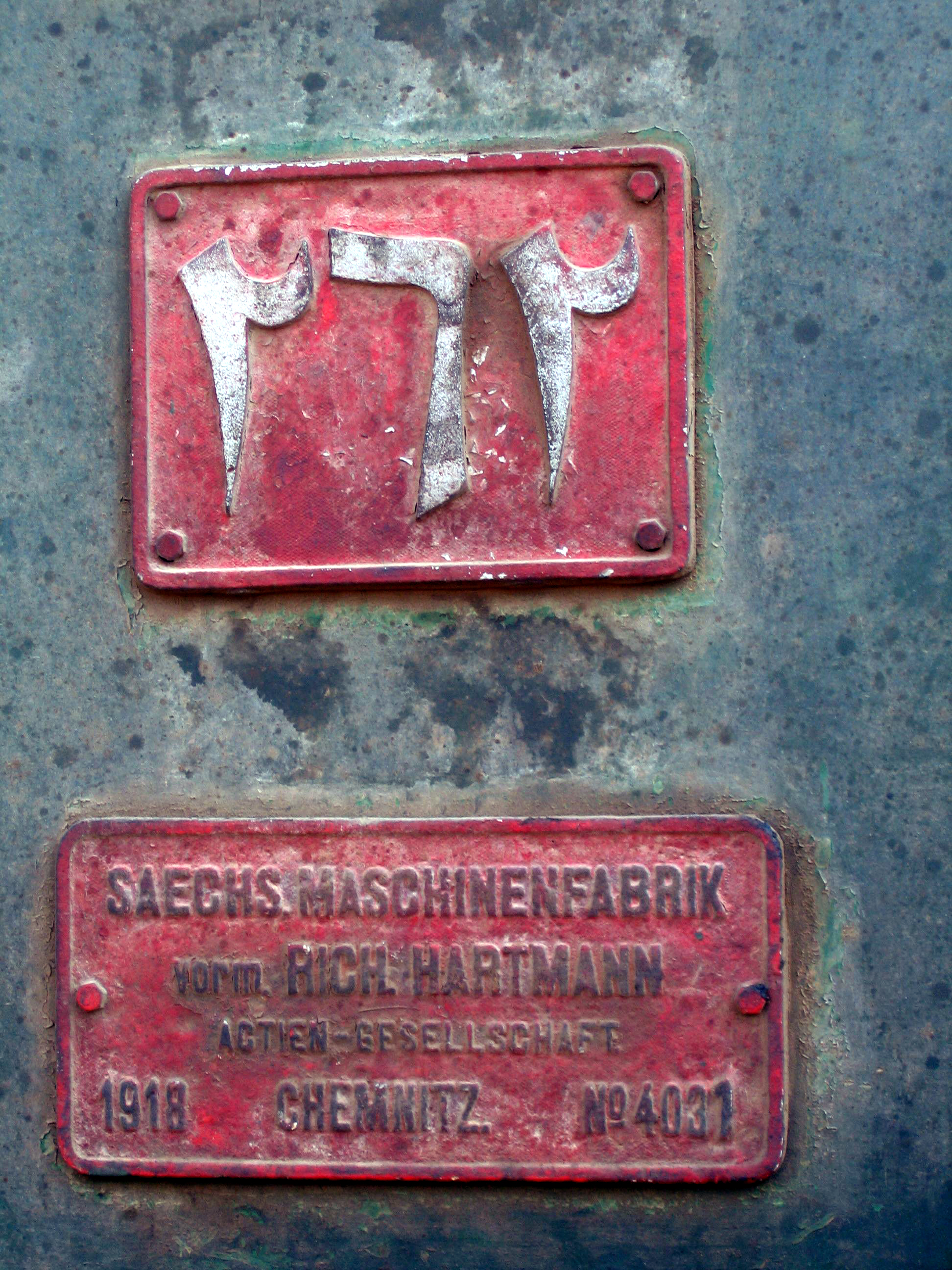
Lokomotive der Sächsischen Maschinenfabrik
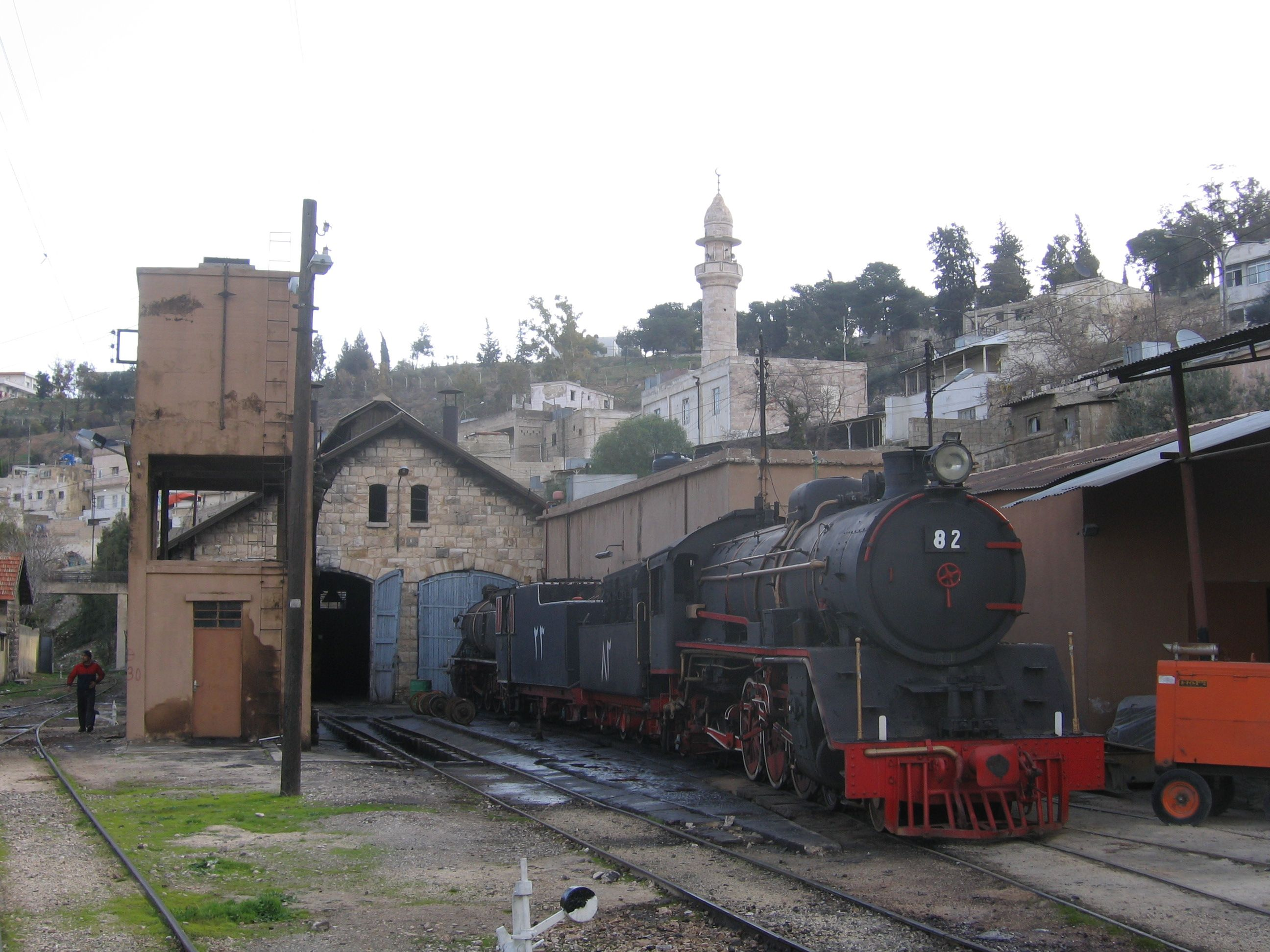
Betriebswerk Amman
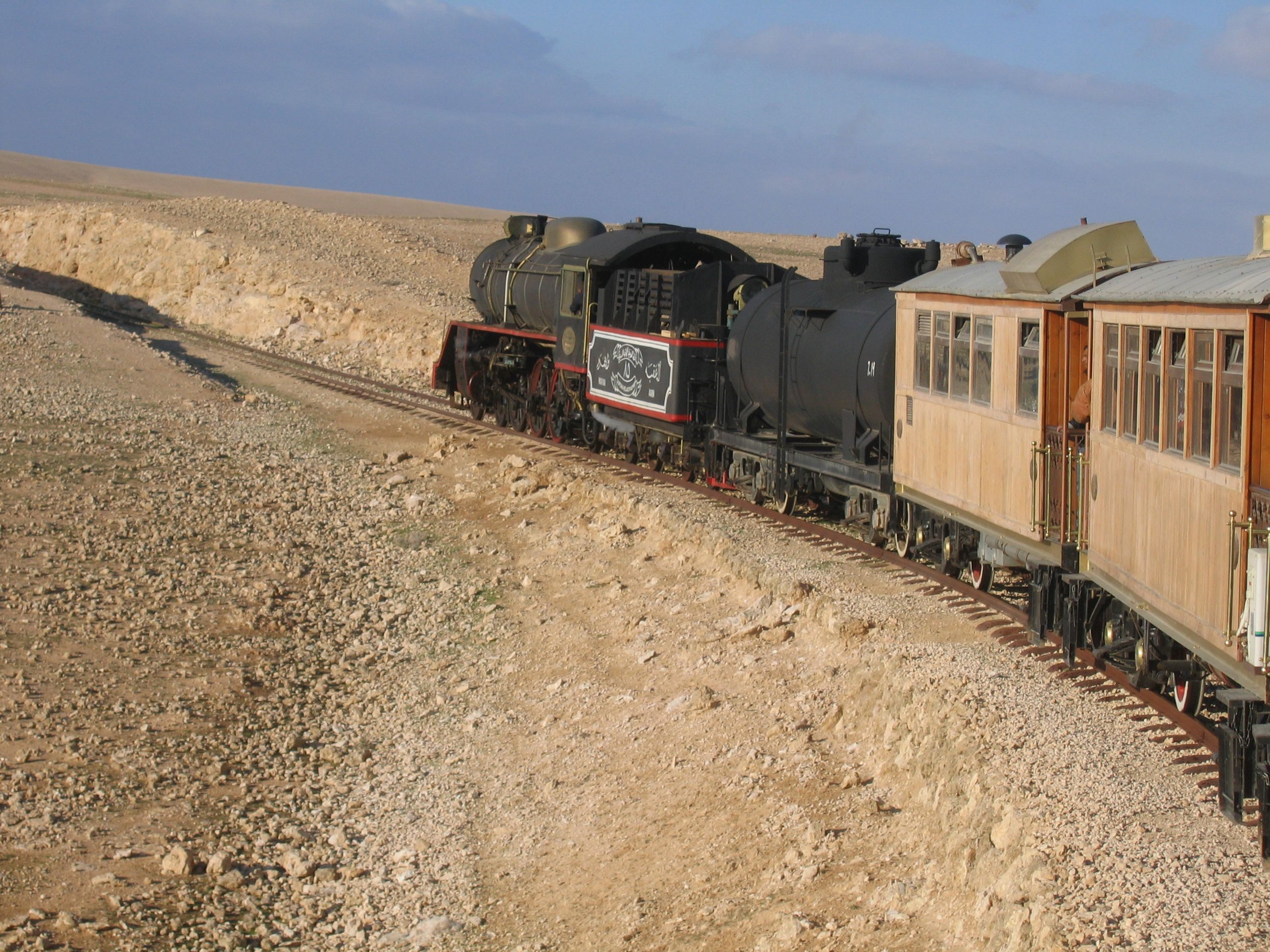
Dampflokomotive mit Wasserwagen bei der Fahrt durch die Wüste
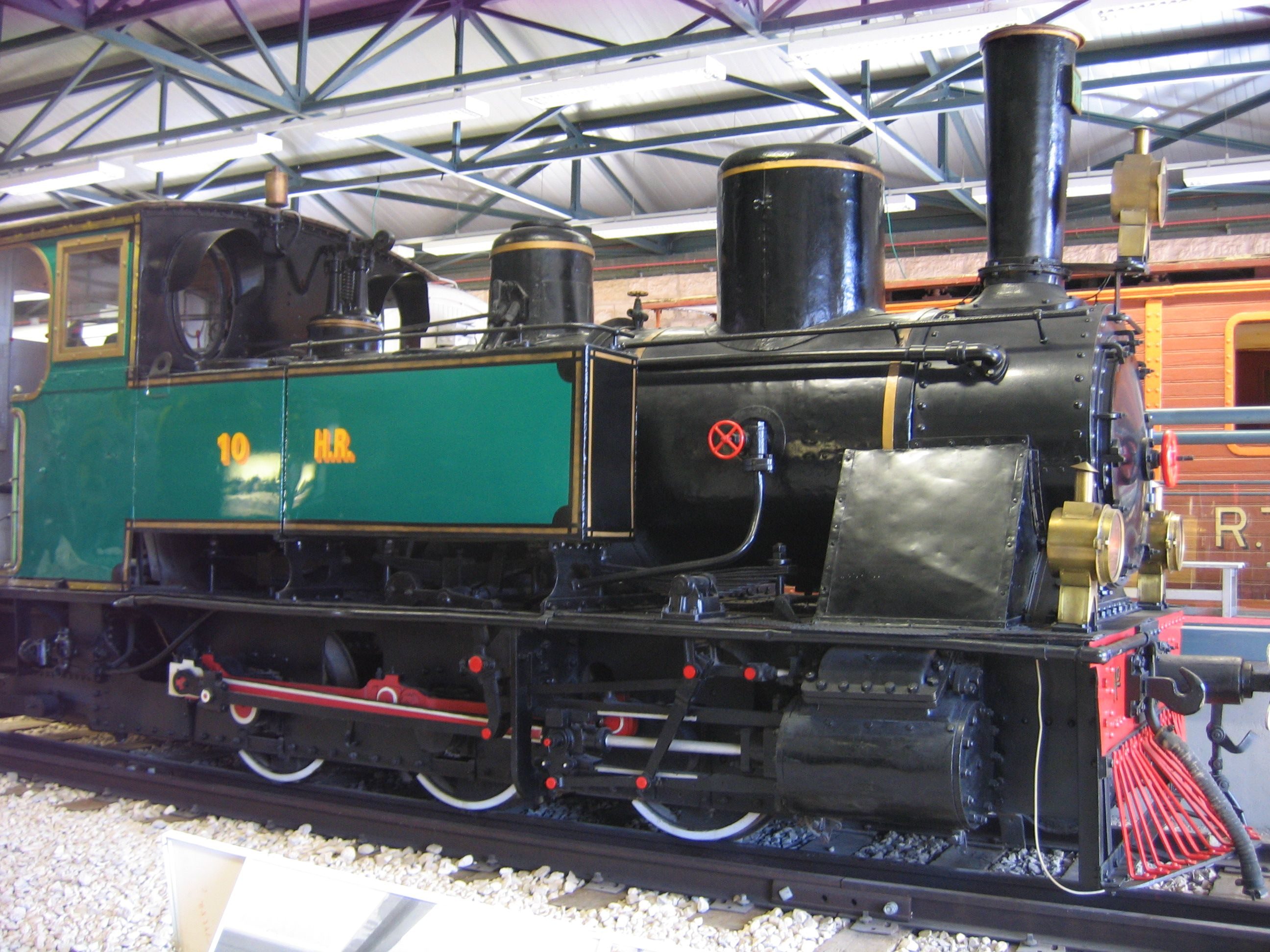
Lok Nr. 10 im Israelischen Eisenbahnmuseum, Haifa
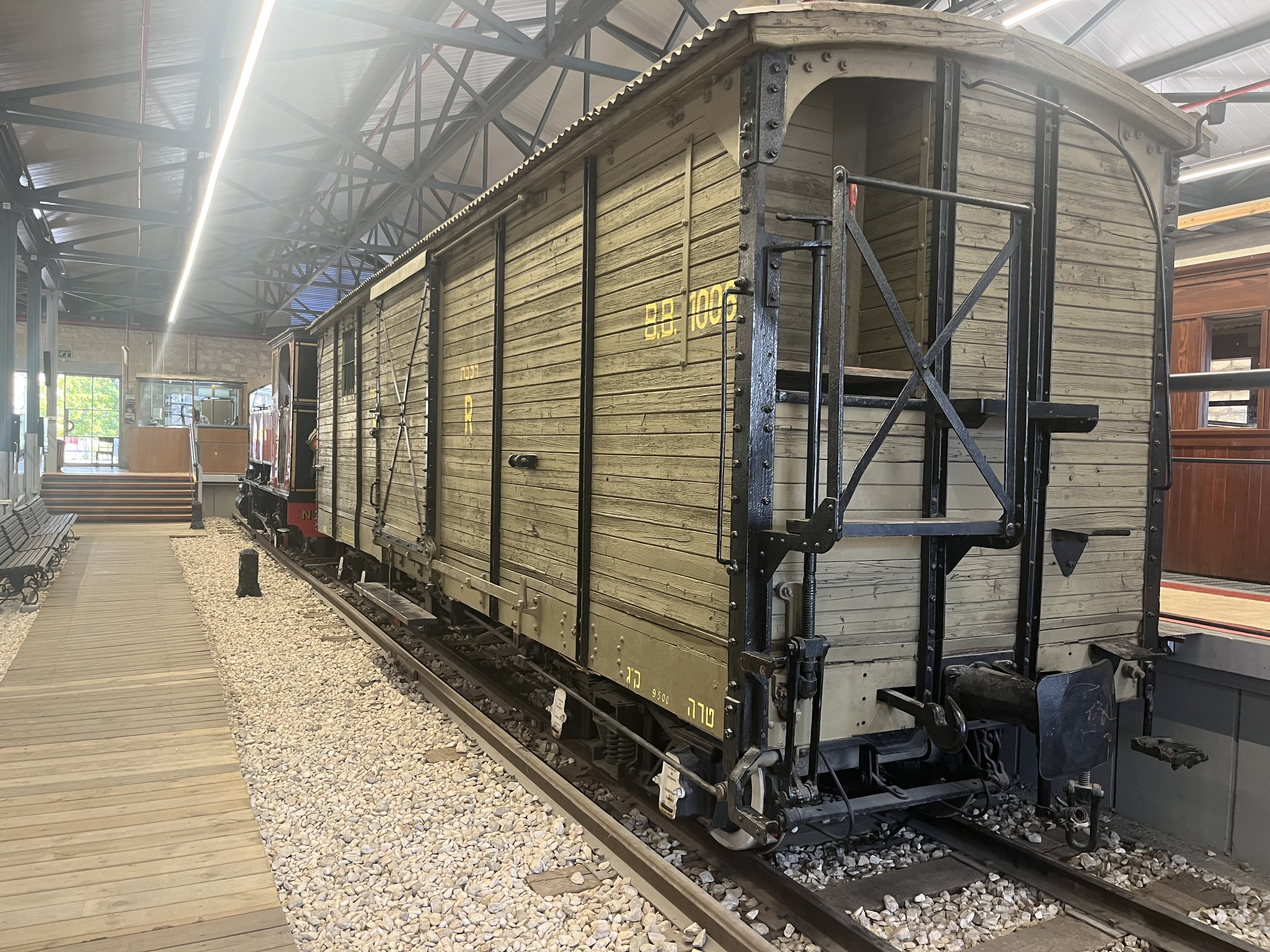
Güterwaggon Hedschasbahn im Israelischen Eisenbahnmuseum Haifa

Die ersten Lokomotiven wurden von der für das Beschaffungswesen zuständigen Generalkommission der Hedschasbahn in drei Chargen geordert:
- Zunächst wurden drei C-Tenderlokomotiven beschafft. Sie waren 1901 in Belgien bei der Ateliers de la Meuse S.A. gefertigt worden. Für den Zugdienst erwiesen sie sich bald wegen der schwachen Kessel und geringen Wasservorräte als ungeeignet, weshalb sie später nur noch im Rangierdienst verwendet wurden.
- Auch die nächste Bestellung im Herbst 1902 entfiel auf eine dreiachsige Bauart: Sechs Lokomotiven von Krauss & Co. in München, mit stärkeren Kesseln und höherem Volumen für den Wasservorrat. Nach äußerst kurzer Bauzeit von nur 42 Tagen wurde die erste in Beirut abgeliefert, die letzte noch im Folgejahr.
- Die letzten drei Lokomotiven waren speziell für den Bau der Haifa-Bahn bestimmt. Die Maschinen konnten jedoch nicht auf die Strecke geschickt werden, ohne dass ihnen ein Wasserwagen beigegeben wurde, wodurch sich das nutzbare Zuggewicht verringerte. Da die Bahn keine Sonderwagen dafür besaß, wurden Flachwagen verwendet, auf denen jeweils zwei würfelförmige Behälter von je 8 m³ Inhalt standen.

Deshalb wurde für die nächste Charge eine 1'D-Lokomotive mit Schlepptender von 12 m³ Inhalt gewählt, von denen Krauss in München 1903 acht Maschinen lieferte. Von diesem dreiachsigen Tenderlokomotiventyp baute Krauss & Co. 1904 und 1905 ein weiteres Los von sechs Maschinen. Den Maschinenbestand vergrößerten außerdem noch vier Tenderlokomotiven mit drei gekuppelten Achsen, die hauptsächlich für den Bau der Strecke Haifa–Dar’a bestellt und 1905 von der Lokomotivbauanstalt Hohenzollern in Düsseldorf geliefert wurden.
Die zunehmende Länge der bedienten Strecke machte die Anschaffung weiterer Lokomotiven nötig. Die Betriebsleitung verlangte zunächst weitere sechs Lokomotiven für den inzwischen aufgenommenen Personenverkehr auf den Strecken Damaskus–Haifa und Damaskus-Maʿan sowie von 19 schweren Güterzuglokomotiven der Bauart Krauss. Gleichzeitig stellte sie der Generalkommission anheim, für den Einsatz als Güterzuglokomotiven auf den starken Steigungen im Yarmuktal und im Bereich der Ammoniterberge (heute Syrien) Verbundlokomotiven mit zwei Triebwerken zu bestellen. Dies würde die Teilung aller Züge in den Steigungen vermeiden. Der Vorschlag wurde angenommen, sieben der Verbundlokomotiven bestellt, die Zahl der Personenzuglokomotiven aus unbekannten Gründen von sechs auf vierzehn erhöht. Bestellt wurden:
- 14 1'C-Lokomotiven mit Tender, die eine Hälfte davon bei Jung in Jungenthal bei Kirchen an der Sieg, die anderen bei der Sächsischen Maschinenfabrik vormals Richard Hartmann in Chemnitz;
- 7 1'D-Lokomotiven mit Tender bei der Sächsischen Maschinenfabrik; sie sollten nach den Bedingungen der Ausschreibung auf 20 ‰ Steigung Züge von mindestens 200 t Gewicht mit 10 km/h befördern und Bögen von minimal 90 m Radius befahren können.
- 4 (1'B)C-Mallet-Lokomotiven mit Tender bei Henschel & Sohn in Cassel. Die Betriebsleitung sah aber von weiteren Beschaffungen ab, da die relativ komplizierten Gelenklokomotiven zu hohe Ansprüche an die Werkstätten und die Ausbildung des Personals stellten, woran es mangelte.

Die Lokomotiven wurden sämtlich in den Jahren 1906 und 1907 gebaut und ausgeliefert. Sie entsprachen in Bauart und Ausrüstung den Vorschriften der deutschen Bahnen. Der Führerstand war sehr geräumig, hatte Klappsitze und war zum Schutz gegen die Sonne mit Schattendach und seitlichen Rollläden versehen.
Aber weitere Lokomotiven waren erforderlich: Die Lokomotivfabrik Jung übernahm die Fertigung von zwölf 1'D-Maschinen mit kurzen Lieferfristen. Bedingung war, dass die Maschinen denen von Krauss möglichst ähnlich sein und bestimmte Bauteile – Achs- und Stangenlager, Steuerungsteile, Kessel und Kesselteile – zwischen den Maschinen austauschbar sein sollten. Die Jungschen Lokomotiven unterschieden sich von denen der Bauart Krauss dann hauptsächlich in der Achsenanordnung. 1911 kamen noch Lokomotiven der Guttsmann AG (Breslau) dazu.
Zur Bezeichnung ihrer Lokomotiven verwendete die Hedschasbahn Betriebsnummern ohne besondere Baureihenkennzeichnung. Im Laufe der Zeit gab es drei verschiedene Nummernpläne.

### Personenwagen
Die Hedschasbahn besaß 23 „ältere“ vierachsige Wagen 3. Klasse mit je 48 Sitzplätzen, die vor Eröffnung des regelmäßigen Personenverkehrs hauptsächlich zur Beförderung von Soldaten und Arbeitern beschafft wurden,

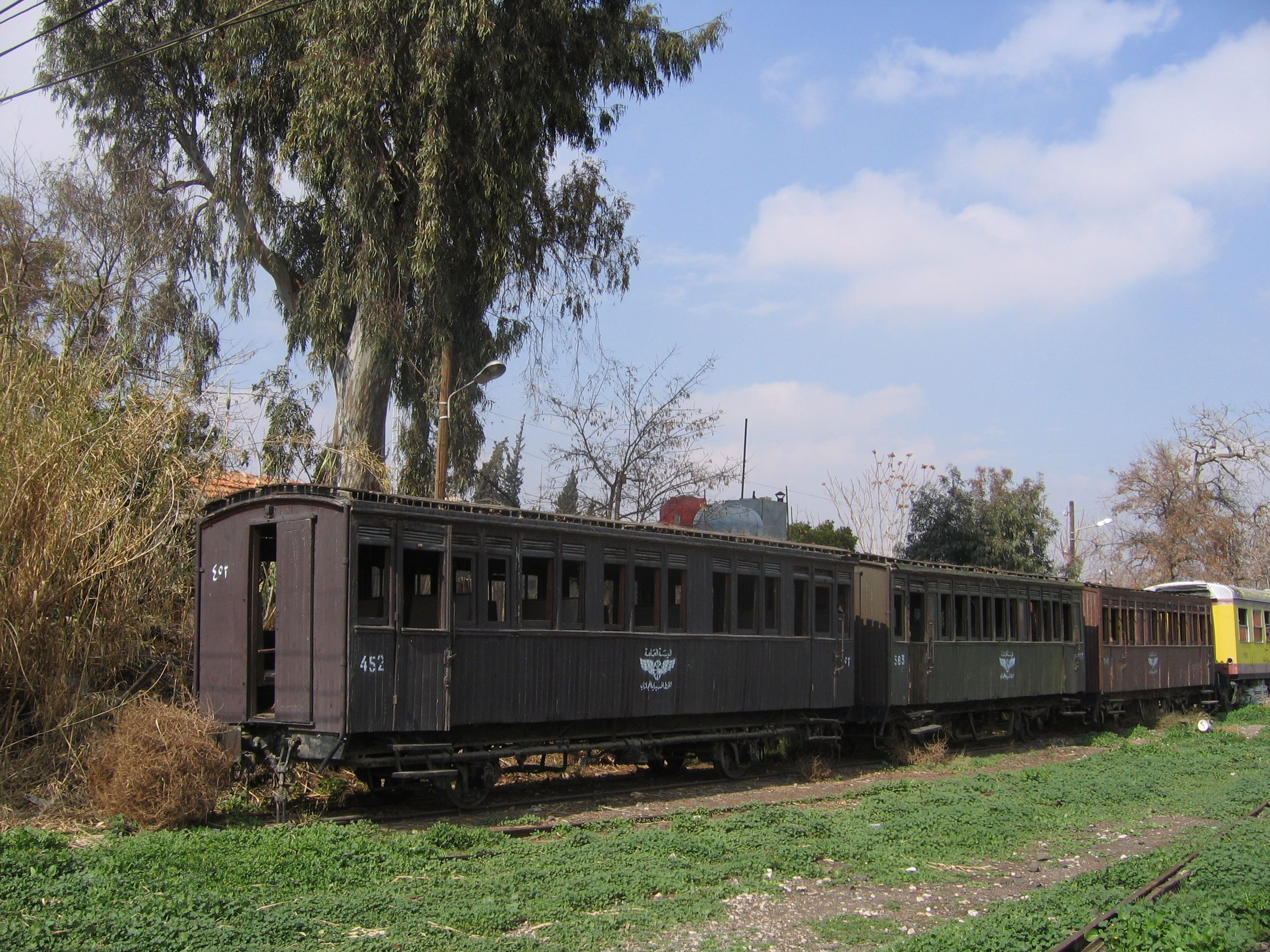
Reisezugwagen im Betriebswerk Damaskus-Kadam
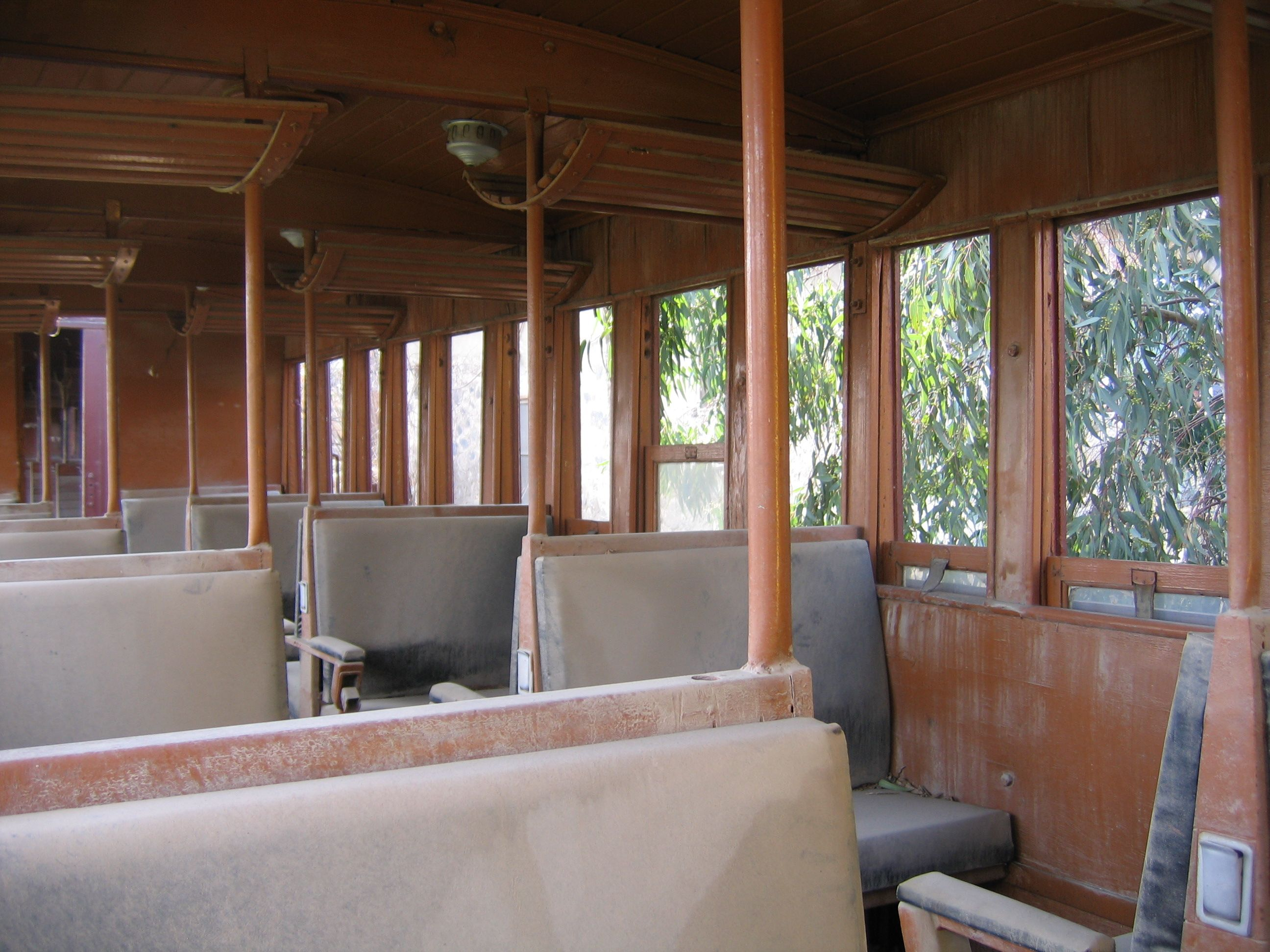
Wagen 2. Klasse der Syrischen Hedschasbahn
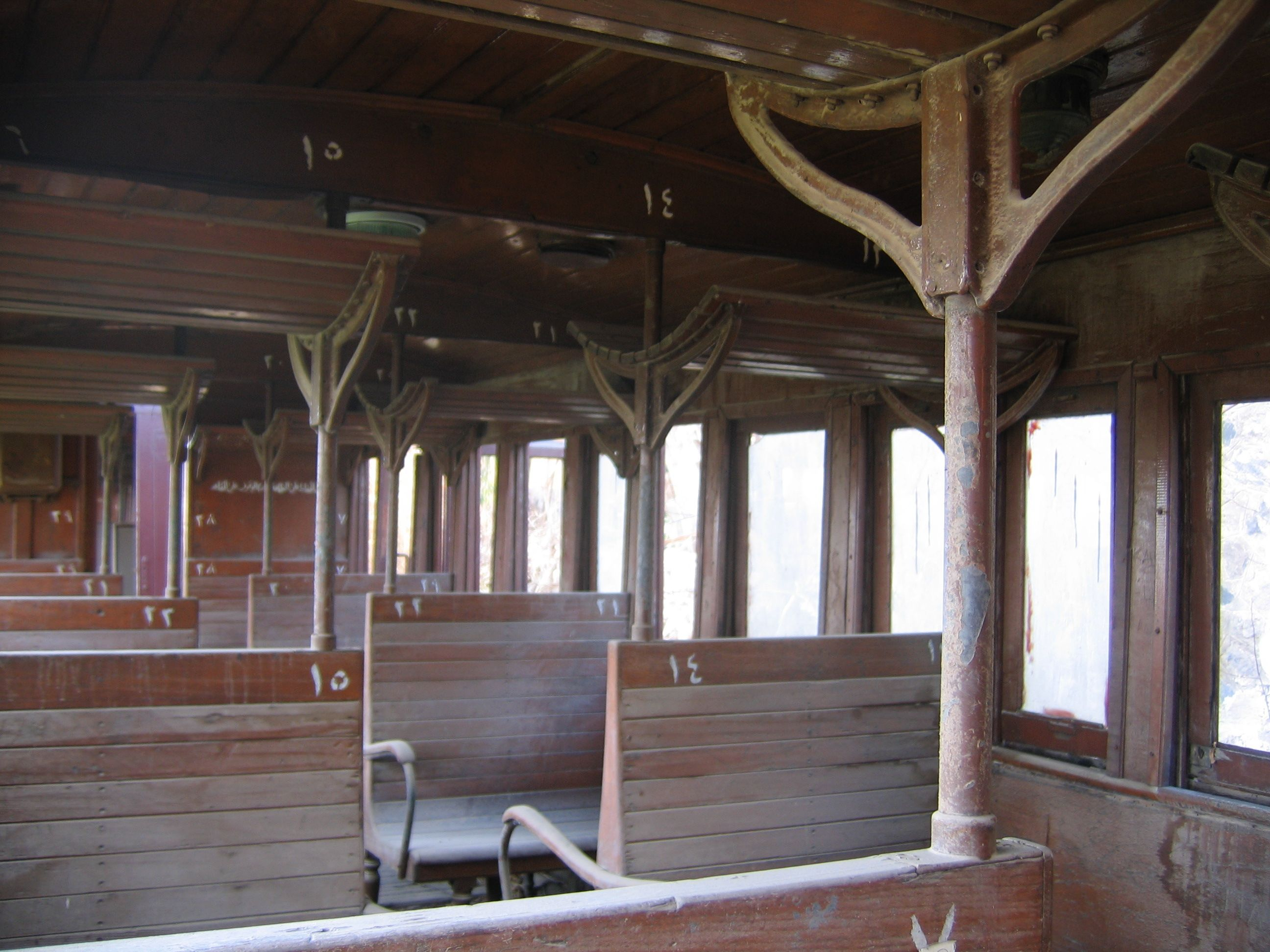
Wagen 3. Klasse der Syrischen Hedschasbahn
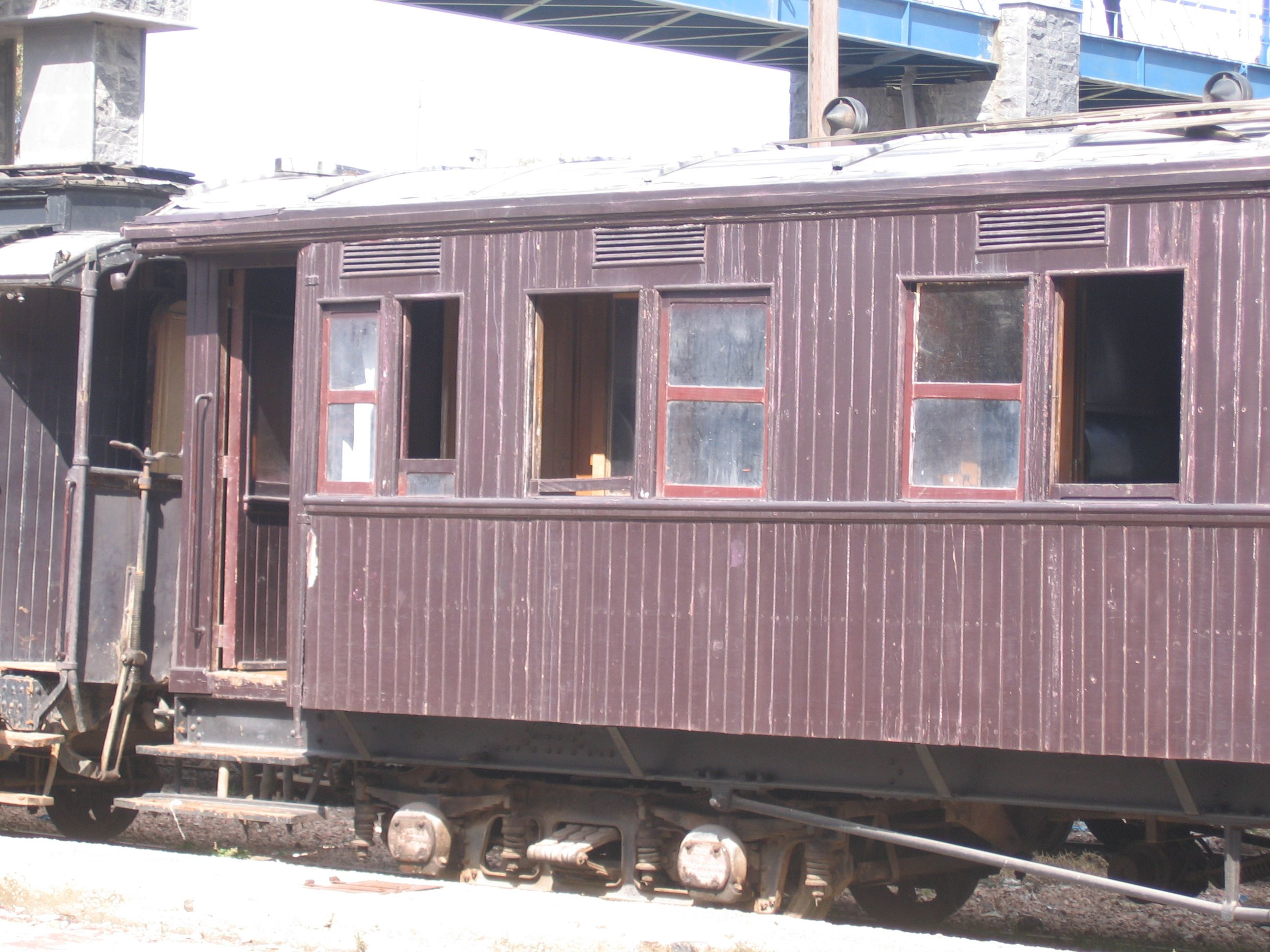
Wagen der Syrischen Hedschasbahn
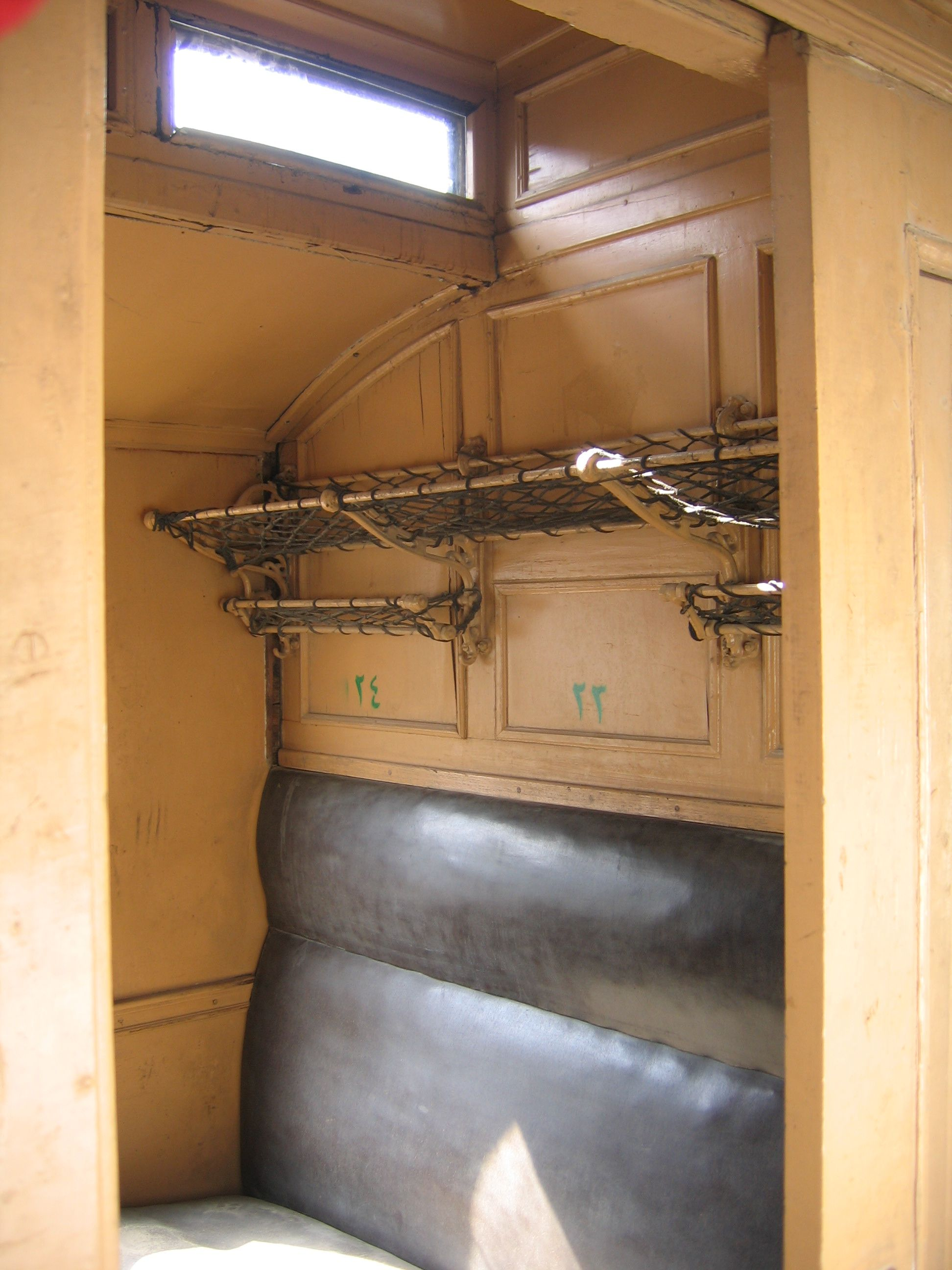
Polsterklasse der Syrischen Hedschasbahn

Weitere Wagen lieferte die Maschinenbau-Actiengesellschaft Nürnberg: zwei erster und vier Wagen zweiter Klasse gingen schon Anfang 1906 in Betrieb. Die Wagen waren mit Seitengang, zwei Endbühnen und einer Toilette orientalischer Bauart mit Klappwaschbecken in der Mitte des Wagens ausgestattet. Die übrige Ausstattung lehnte sich an die damaligen preußisch-hessischen Durchgangszug-Wagen an. In der 1. Klasse waren 18 Sitzplätze in viereinhalb Abteilen und in der 2. Klasse 36 Sitzplätze in sechs Abteilen vorhanden. Das Wagenuntergestell war weitgehend, der Wagenkasten vollständig in Eichenholz ausgeführt. Außen war er mit Teakholz verkleidet. Wegen des Anklangs, den die Wagen gefunden hatten, wurden schon ein Jahr später, 16 Wagen ähnlicher Bauart nachbestellt, und zwar sechs 1. Klasse, neun 3. Klasse und ein Großraumwagen („Saalwagen“). Die Wagen der neuen Lieferung waren gegenüber der ersten um drei Meter länger, so dass in der 1. Klasse 6,5 Abteile mit 39 Plätzen und in der 3. Klasse 6,5 Abteile mit 60 Sitzplätzen, darunter ein geschlossenes Abteil für Frauen („Haremlik“), untergebracht werden konnten. Als Verbesserung gegenüber der ersten Wagenlieferung wurden diese Wagen nicht mit einem Lüftungsaufbau, sondern mit einem hochgewölbten Dach mit Schattendach versehen. Wegen des Ungeziefers erhielten die Sitze der 1. Klasse keine Plüschbezüge mehr, sondern lederne. Die Aborte wurden an die Wagenenden verlegt, und die großen ungeteilten Fenster in der 1. Klasse wurden wegen billigerer Ersatzteilhaltung jetzt unterteilt ausgeführt. Der „Saalwagen“ mit seinen großen Fensterflächen sollte hauptsächlich als Aussichtswagen für Gesellschaftsreisen dienen und hatte einen einzigen großen Raum, der in der Mitte durch eine offene Versteifungswand abgeteilt war.
Die Wagenbauanstalt Werdau in Sachsen lieferte im April 1907 die fünfzehn zweiachsigen Packwagen. Sie besaßen freie Lenkachsen und ebenfalls ein Schattendach. Ferner waren sie mit einer vom Zugführerabteil aus zu betätigenden Handbremse und Leitungen zum Anschluss der Hardy-Luftsaugebremse samt Druckmesser und Lüftungsventil ausgestattet.
Hinzu kamen drei von den Marinewerkstätten in Istanbul als Geschenk für die Hedschasbahn gebaute Sonderwagen, darunter ein Schlaf- und ein Moschee-Wagen.

### Güterwagen
Der ursprüngliche Güterwagenbestand umfasste 595 Wagen, die alle von belgischen Werken geliefert worden waren und setzte sich wie folgt zusammen:
- 375 Niederbordwagen mit 15 t Ladegewicht und mit festen Stirn- und herunterklappbaren Seitenwänden von 35 cm Höhe;
- 15 Wagen derselben Bauart mit 25 t Ladegewicht;
- 29 Hochbordwagen mit 15 t Ladegewicht mit 1,2 m hohen, festen Stirn- und Seitenwänden und einer zweiflügeligen Drehtür auf jeder Längsseite;
- 75 offene Wagen derselben Bauart mit 25 t Ladegewicht;
- 95 gedeckte Güterwagen mit 15 t Ladegewicht;
- 6 Viehwagen mit 10 t Ladegewicht;
- 2 Kesselwagen zur Wasserbeförderung.

80 weitere Wagen wurden 1911 bei der Gothaer Wagonfabrik Fritz Bothmann und Gluck bestellt.

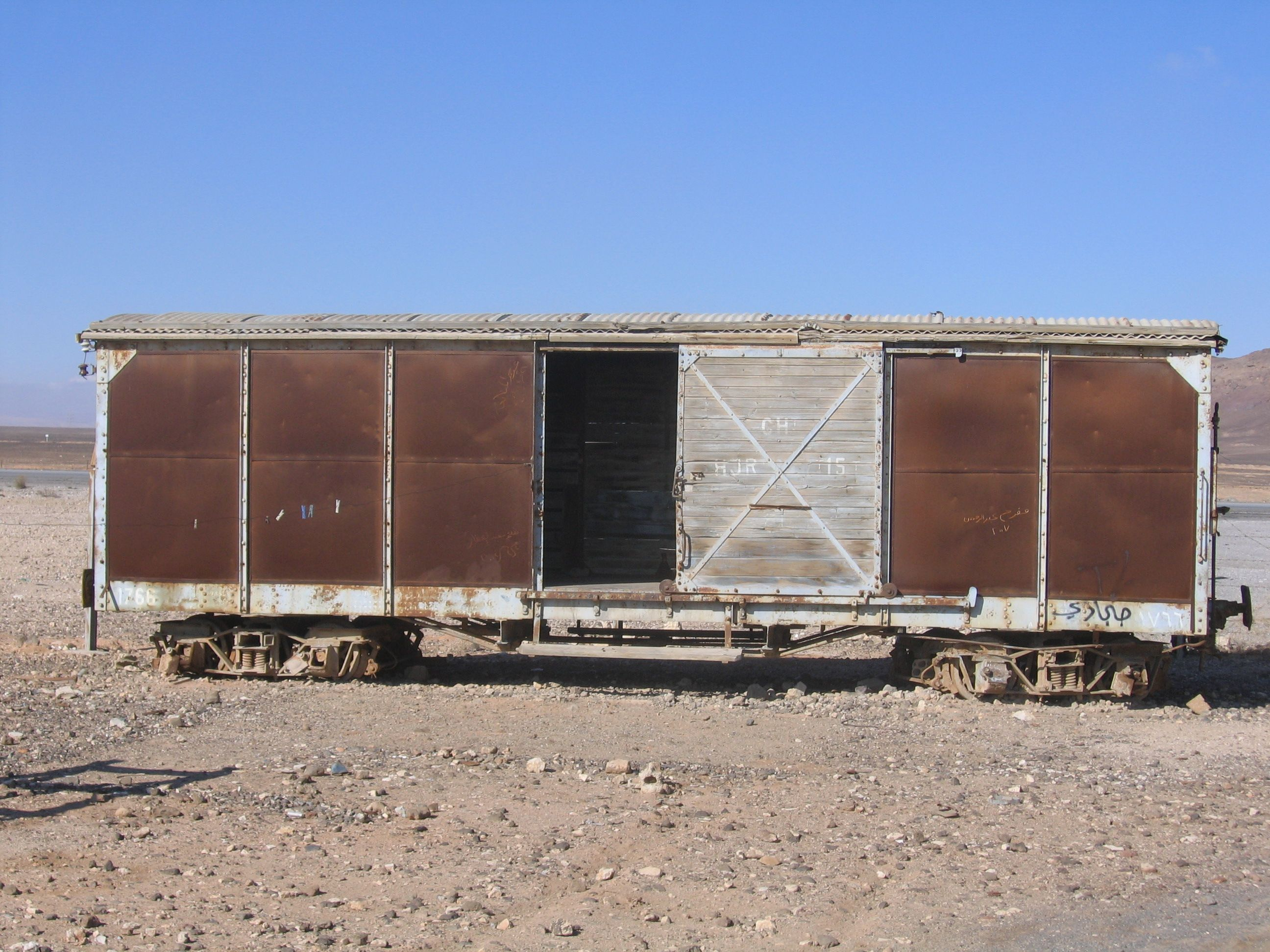
Güterwagen im Bahnhof Anese, JHR
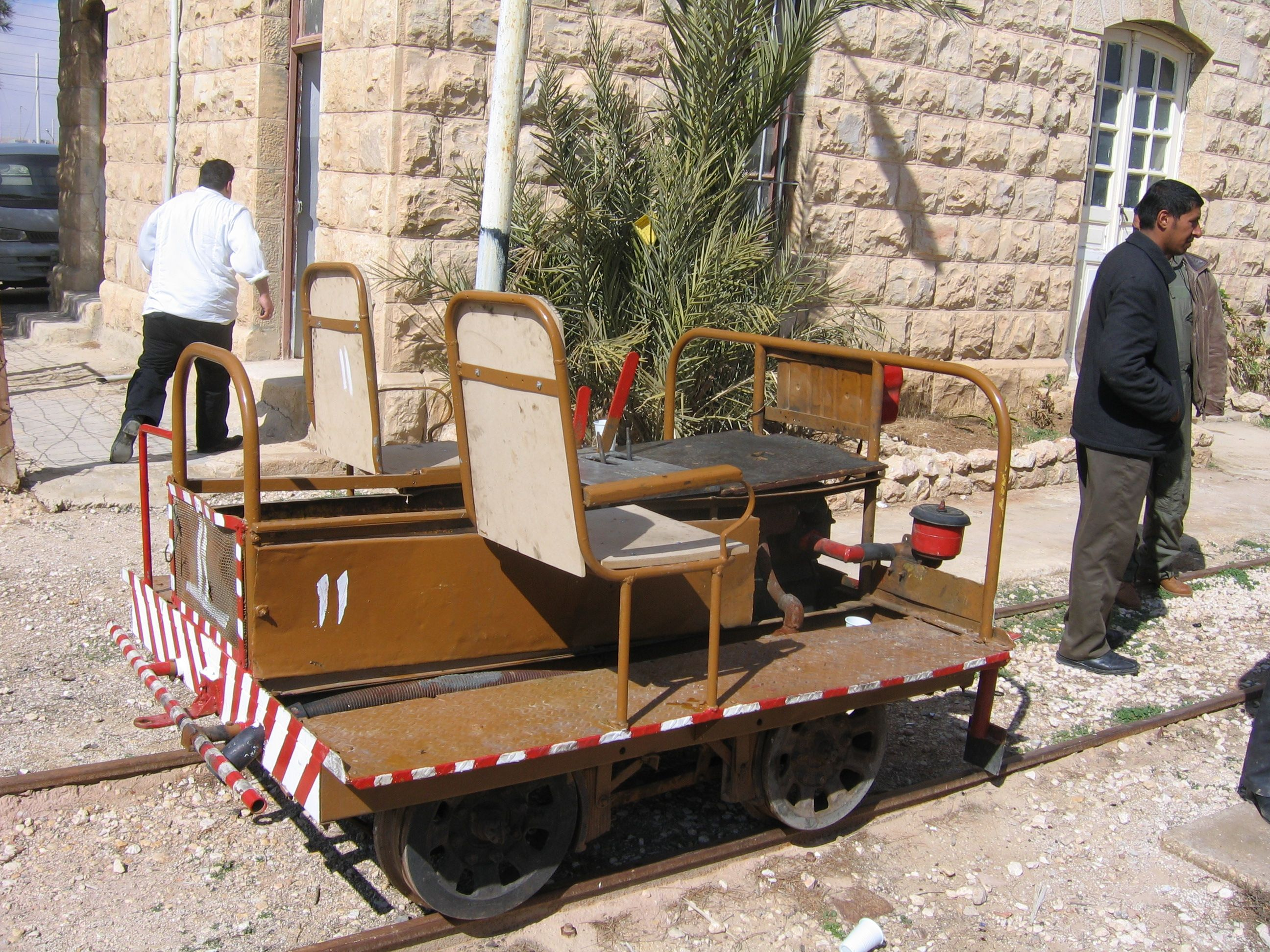
Draisine der Jordan Hejaz Railway
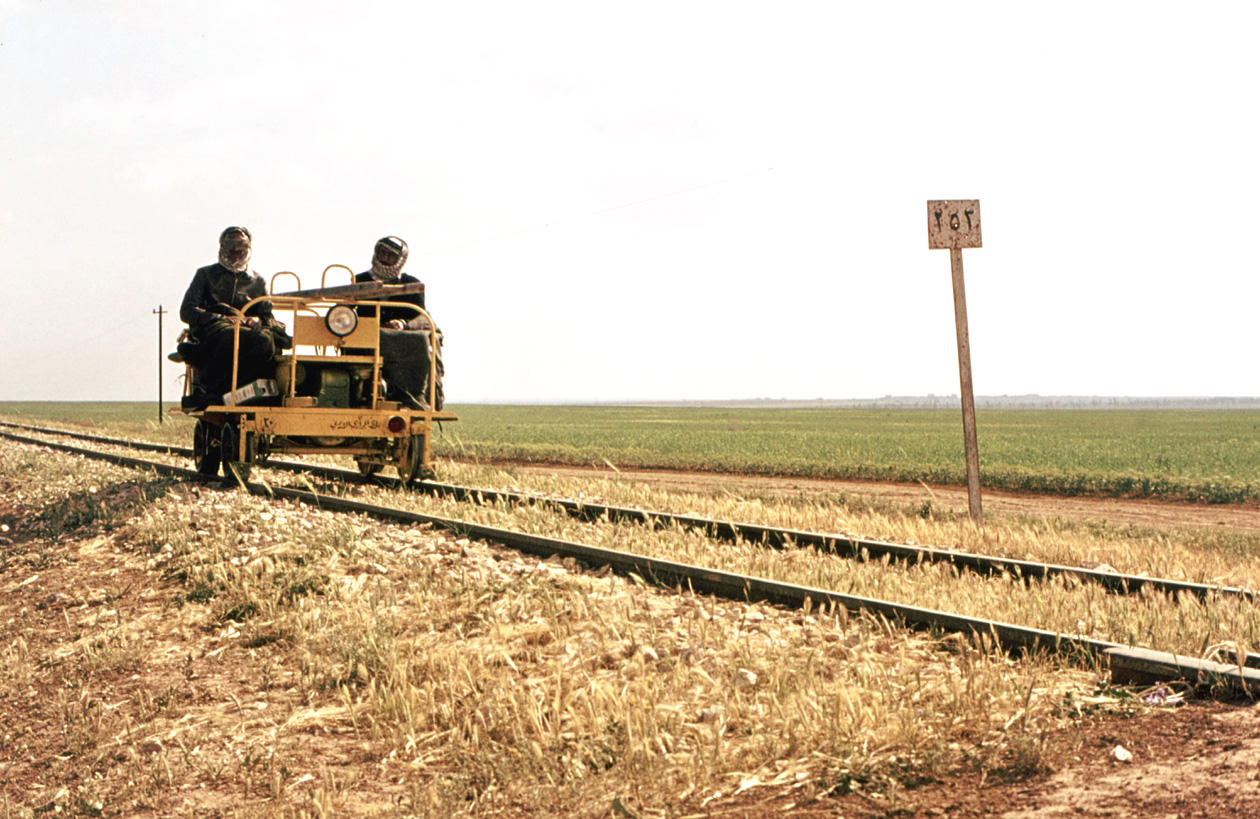
Draisine bei km 253

Allen Wagen gemeinsam war die Anordnung der vier Achsen in Drehgestellen der Bauart Diamond, ferner das eiserne Untergestell von 10 m Länge und 2,3 m Breite sowie die Mittelstoßvorrichtung. Insgesamt ließ die Qualität der sehr preisgünstig beschafften Wagen zu wünschen übrig.

## Gegenwart und Zukunft

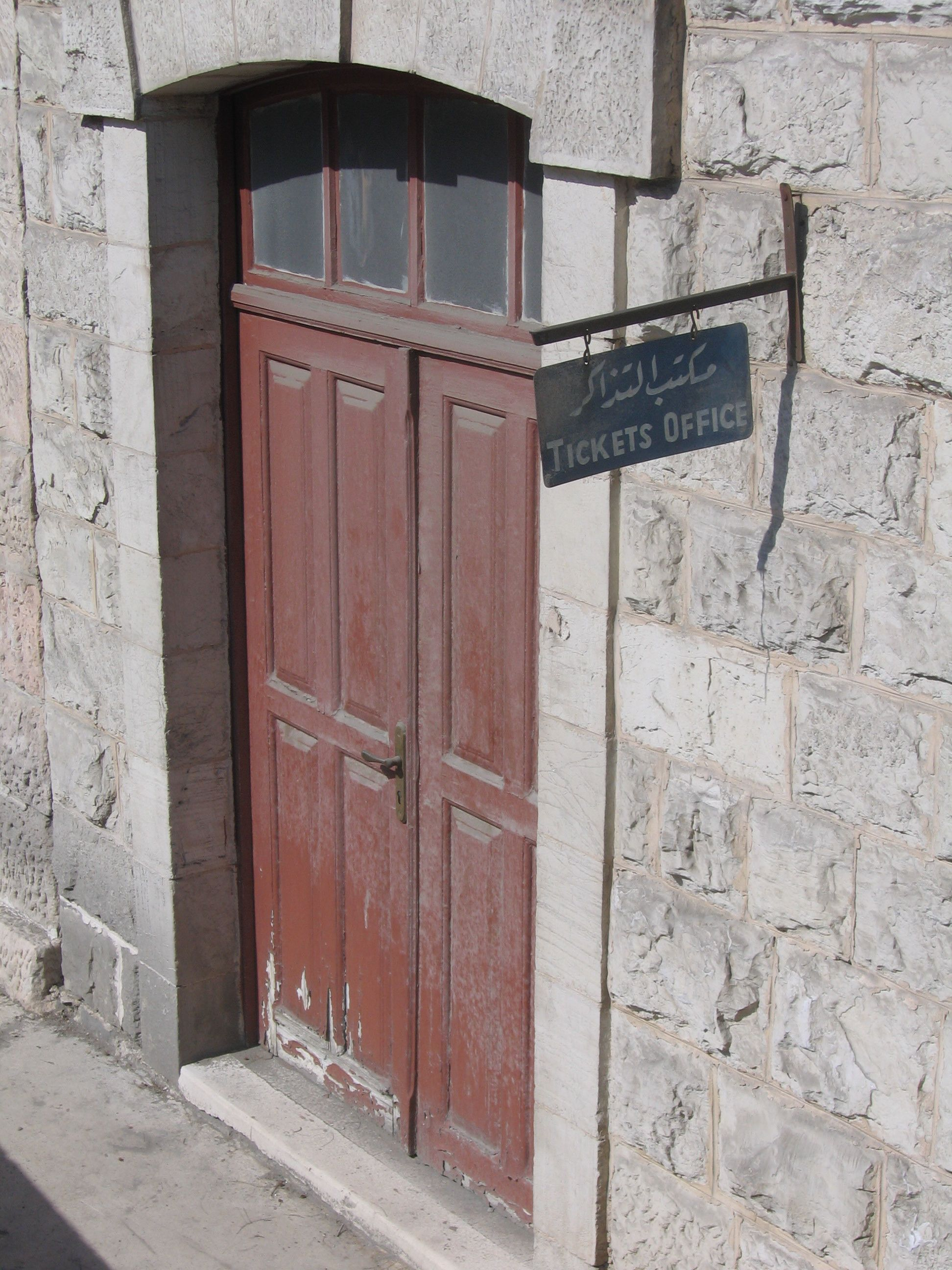
Geschlossener Fahrkartenschalter des Bahnhofs Amman

Die Höchstgeschwindigkeit liegt bei 50 km/h. Derzeit sind nur Teilabschnitte in Betrieb:
- von Damaskus nach Darʿa und Bosra (Gelegenheitsverkehr)
- die inner-jordanische Linie der Phosphatbahn von Faraifa nach Aqaba
- Marktzüge von Amman nach Az-Zarqa

Die wöchentliche, grenzüberschreitende Verbindung von Amman nach Damaskus wurde Ende 2006 eingestellt.
Nach Veröffentlichungen in der Fachpresse gibt oder gab es Planungen, ab 2009 mit dem Bau einer normalspurigen Strecke (ca. 30 km) zwischen den beiden größten Städten Jordaniens, Amman und Az-Zarqa, zu beginnen und dabei offensichtlich die bestehende Trasse zu nutzen. Ob dabei ein Dreischienengleis gelegt wird und so anschließend noch durchgängiger Verkehr auf der Hedschasbahn möglich bleibt, erscheint fraglich. Bisher (2010) scheint das Projekt nicht in Angriff genommen worden zu sein.
Schon seit längerem wird auch über eine ebenfalls normalspurige Verbindung zwischen Damaskus und Amman diskutiert, die bisher aber immer an politischen Unstimmigkeiten zwischen Syrien und Jordanien scheiterte. Sollten diese Projekte verwirklicht werden, würden sie wirtschaftlich das „Aus“ für die Hedschasbahn herbeiführen; allein für gelegentlichen touristischen Verkehr werden sich mehrere hundert Kilometer Strecke auf Dauer nicht halten lassen. Stärkstes Motiv für den Erhalt der Hedschasbahn ist wohl ihr rechtlicher Status als unauflösliche religiöse Stiftung, die eine Stilllegung politisch nicht opportun erscheinen lässt.

## Museen

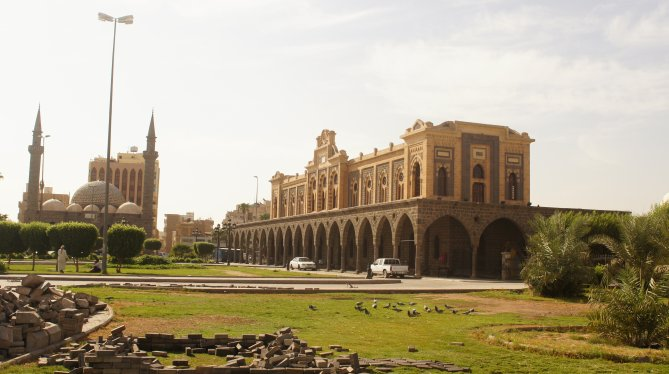
Der renovierte Endbahnhof in Medina (2012)

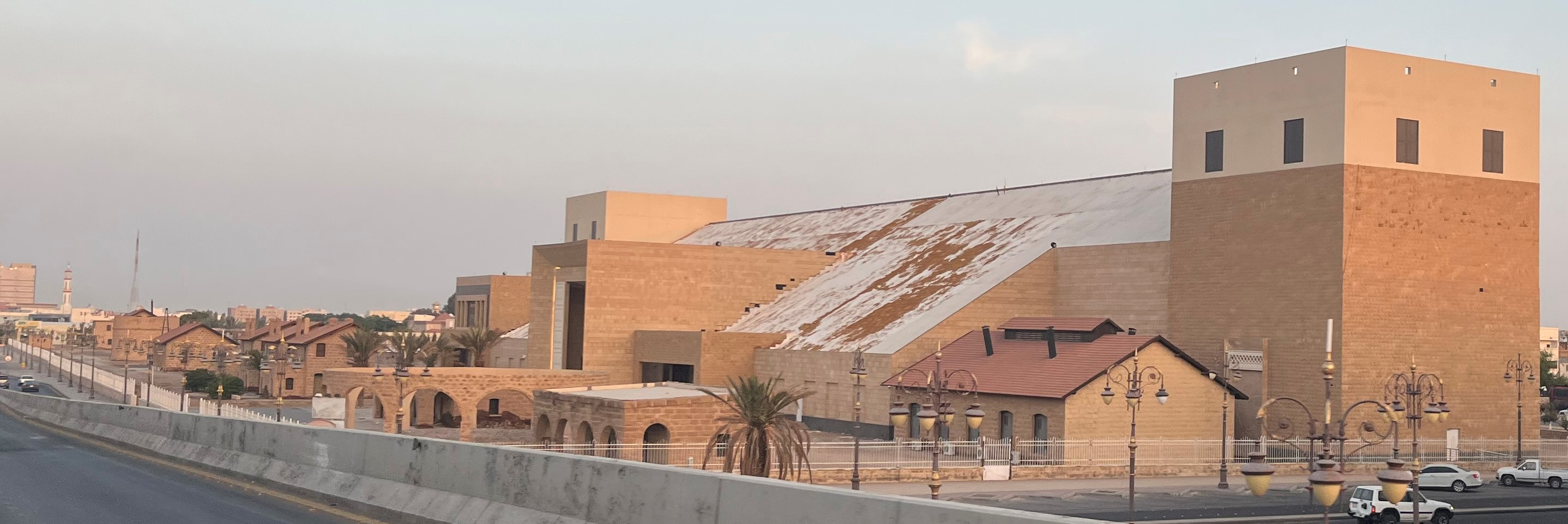
Ehemaliger Bahnhof von Tabuk auf dem Gelände des Museums der Provinz Tabuk (2022)

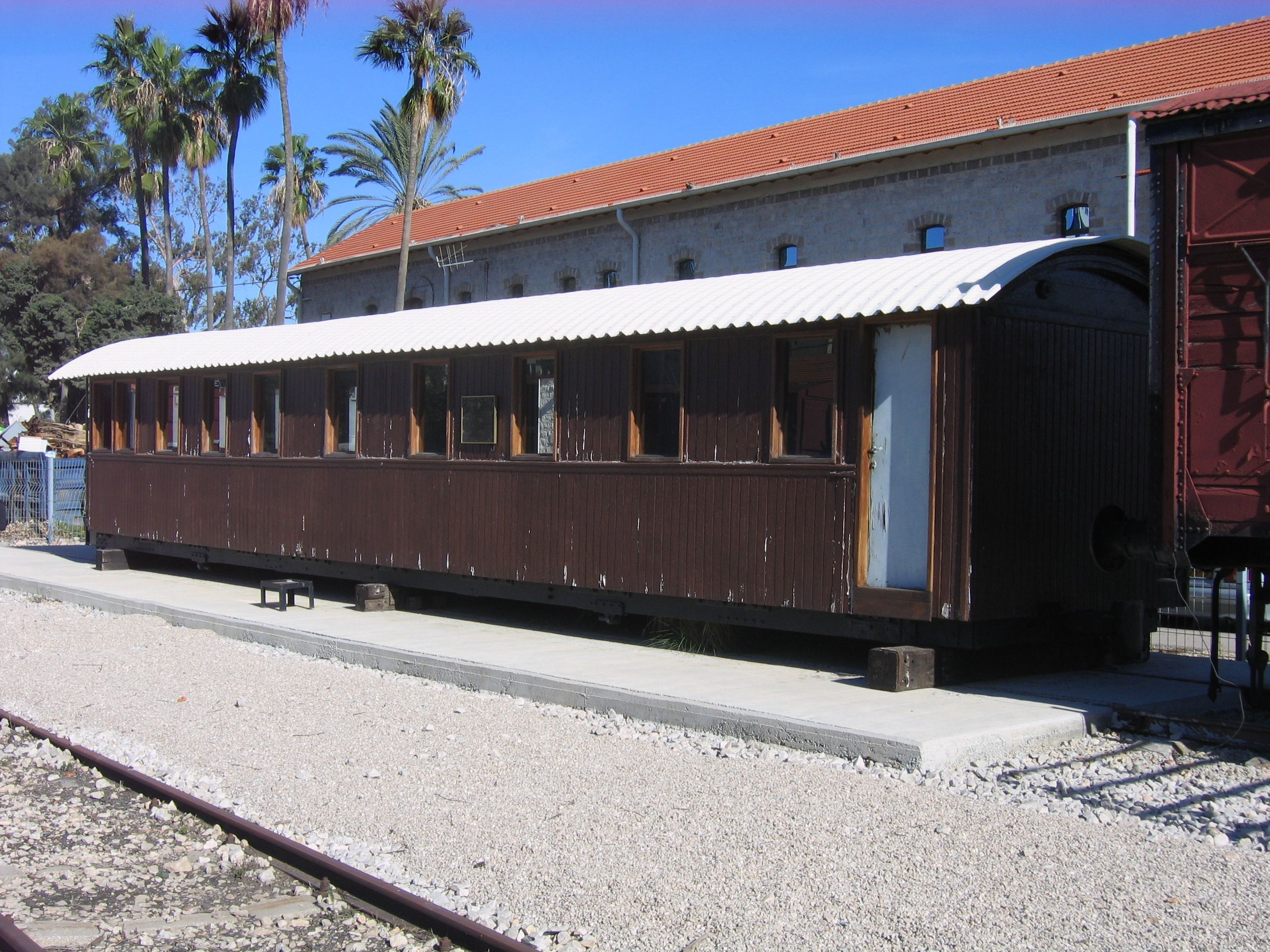
Salonwagen des Königs Abdallah ibn Husain I. von Jordanien im Israelischen Eisenbahnmuseum, Haifa

### Saudi-Arabien
Inzwischen gibt es in Saudi-Arabien drei Museen, die sich der Geschichte der Hedschasbahn widmen, das bedeutendste in Medina auf dem Gelände des ehemaligen Bahnhofs. Lokomotiven wurden bereits dorthin überstellt, ein Teil davon restauriert. Eine Lokomotive ist betriebsfähig und wird auf einem kurzen Streckenstück unter Dampf hin und her bewegt.
Im Lokschuppen von Madaʾin Saleh (km 955,0) befindet sich ein kleineres Eisenbahnmuseum zur Hedschasbahn, das um das Jahr 2005 neu hergerichtet wurde.
Ein weiteres Museum ist auf dem Gelände des ehemaligen Bahnhofs von Tabuk (km 692.0) angelegt und zeigt neben der Geschichte der Provinz Tabuk auch die renovierten Bahngebäude inkl. alter Lokwerkstatt. Die Gebäude können zum Teil besichtigt werden.
Die Museen sind alle auch für ausländische Touristen zugänglich, auch in Medina. Die Bezirke, die von Nicht-Muslimen in Medina nicht betreten werden dürfen, wurden drastisch verkleinert.

### Israel
Auch im Israelischen Eisenbahnmuseum in Haifa gibt es zahlreiche Exponate zur Hedschasbahn. Im ab 2005 renovierten Bahnhof Kfar Jehoschuʿa / Tell asch-Schammam (تل الشمام) besteht seit Abschluss der Arbeiten 2008 ein Museum für die Jesreʿeltalbahn.

## Anmerkung
1. ↑  Eine Liste der erhaltenen Lokomotiven der Hedschasbahn findet sich bei Glöckner, S. 91.